# 2012-es IIHF jégkorong-világbajnokság
A 2012-es IIHF jégkorong-világbajnokságot Finnország és Svédország közösen rendezte május 4. és május 20. között. A világbajnokság mérkőzéseinek két helyszín adott otthont, a Hartwall Arena Helsinkiben, és az Ericsson Globe Stockholmban. A világbajnokságon 16 válogatott vett részt. A tornát az orosz válogatott nyerte.

## Helyszínek
| Hartwall Arena Férőhely: 13 506 | Ericsson Globe Férőhely: 13 850 |
| ------------------------------- | ------------------------------- |
|                                 |                                 |
| Finnország – Helsinki           | Svédország – Stockholm          |

## Résztvevők
A világbajnokságon az alábbi 16 válogatott vett részt. 13 európai, 1 ázsiai és 2 észak-amerikai csapat.
| Ázsia - Kazahsztán^ Európa - Csehország* - Dánia* - Fehéroroszország* - Finnország† - Franciaország* - Lettország* - Németország* | - Olaszország^ - Norvégia* - Oroszország* - Szlovákia* - Svédország† - Svájc* Észak-Amerika - Kanada* - Egyesült Államok* |  |

* = A 2011-es IIHF jégkorong-világbajnokság első 14 helyének valamelyikén végzett.
^ = A 2011-es IIHF divízió I-es jégkorong-világbajnokság feljutói
† = Rendező

## Lebonyolítás
A 16 csapatot két darab 8 csapatos csoportba osztották, a csoportokat a helyszínek szerint „H” és „S” betűkkel jelölték (Helsinki és Stockholm). A csoportokban körmérkőzéseket játszottak a csapatok. Az első négy helyezett továbbjutott a negyeddöntőbe, a többi csapat kiesett. A negyeddöntőtől egyenes kieséses rendszerben folytatódott a torna.

## Csoportkör
| Jelmagyarázat                          |
| -------------------------------------- |
| Bejutott az egyenes kieséses szakaszba |
| Nem jutott tovább                      |
| Kiesett a divízió I A-ba               |

### H csoport
| Csapat           | M | Gy | HGy | HV | V | G+ | G- | Gk  | P  |
| ---------------- | - | -- | --- | -- | - | -- | -- | --- | -- |
| Kanada           | 7 | 6  | 0   | 1  | 0 | 35 | 15 | +20 | 19 |
| Egyesült Államok | 7 | 4  | 2   | 0  | 1 | 32 | 17 | +15 | 16 |
| Finnország       | 7 | 5  | 0   | 0  | 2 | 21 | 14 | +7  | 15 |
| Szlovákia        | 7 | 5  | 0   | 0  | 2 | 21 | 13 | +8  | 15 |
| Franciaország    | 7 | 3  | 0   | 0  | 4 | 21 | 32 | -11 | 9  |
| Svájc            | 7 | 2  | 0   | 0  | 5 | 16 | 21 | -5  | 6  |
| Fehéroroszország | 7 | 1  | 0   | 0  | 6 | 11 | 23 | -12 | 3  |
| Kazahsztán       | 7 | 0  | 0   | 1  | 6 | 11 | 33 | -22 | 1  |

| 2012. május 4. 12:15 | Egyesült Államok | 7–2 (1–1, 3–1, 3–0) | Franciaország | Hartwall Arena, Helsinki Nézőszám: 8402 |

| Jegyzőkönyv | Jegyzőkönyv  | Jegyzőkönyv                              | Jegyzőkönyv    | Jegyzőkönyv                                                                      |
| --- | ------------ | ---------------------------------------- | -------------- | -------------------------------------------------------------------------------- |
| | Jimmy Howard | Kapusok                                  | Cristobal Huet | Játékvezetők: Martin Fraňo Antonín Jeřábek Vonalbírók: Petr Blumel Masi Puolakka |
| \| \| 0-1 \| 12:17 – N. Besch (L. Meunier, Y. Auvitu) \| \| K. Okposo (A. Goligoski, J. Faulk) – 16:52 \| 1-1 \| \| \| J. Johnson (R. Lasch, J. Faulk) (PP) – 23:56 \| 2-1 \| \| \| B. Ryan (M. Pacioretty, P. Stastny) (PP) – 29:15 \| 3-1 \| \| \| \| 3-2 \| 33:17 – P-E Bellemare (S. Treille) \| \| M. Pacioretty (P. Stastny, A. Goligoski) – 39:38 \| 4-2 \| \| \| J. Slater (K. Palmieri) – 45:38 \| 5-2 \| \| \| K. Okposo (C. Fowler, J. Faulk) – 51:00 \| 6-2 \| \| \| J. Petry (M. Pacioretty, P. Stastny) – 57:41 \| 7-2 \| \| |              |                                          |                | Játékvezetők: Martin Fraňo Antonín Jeřábek Vonalbírók: Petr Blumel Masi Puolakka |
| 6 perc | Büntetések   | 12 perc                                  |                | Játékvezetők: Martin Fraňo Antonín Jeřábek Vonalbírók: Petr Blumel Masi Puolakka |
| 35 | Lövések      | 23                                       |                | Játékvezetők: Martin Fraňo Antonín Jeřábek Vonalbírók: Petr Blumel Masi Puolakka |
| | 0-1          | 12:17 – N. Besch (L. Meunier, Y. Auvitu) |                | Játékvezetők: Martin Fraňo Antonín Jeřábek Vonalbírók: Petr Blumel Masi Puolakka |
| K. Okposo (A. Goligoski, J. Faulk) – 16:52 | 1-1          |                                          |                | Játékvezetők: Martin Fraňo Antonín Jeřábek Vonalbírók: Petr Blumel Masi Puolakka |
| J. Johnson (R. Lasch, J. Faulk) (PP) – 23:56 | 2-1          |                                          |                | Játékvezetők: Martin Fraňo Antonín Jeřábek Vonalbírók: Petr Blumel Masi Puolakka |
| B. Ryan (M. Pacioretty, P. Stastny) (PP) – 29:15 | 3-1          |                                          |                |                                                                                  |
| | 3-2          | 33:17 – P-E Bellemare (S. Treille)       |                |                                                                                  |
| M. Pacioretty (P. Stastny, A. Goligoski) – 39:38 | 4-2          |                                          |                |                                                                                  |
| J. Slater (K. Palmieri) – 45:38 | 5-2          |                                          |                |                                                                                  |
| K. Okposo (C. Fowler, J. Faulk) – 51:00 | 6-2          |                                          |                |                                                                                  |
| J. Petry (M. Pacioretty, P. Stastny) – 57:41 | 7-2          |                                          |                |                                                                                  |

| 2012. május 4. 16:15 | Kanada | 3–2 (1–0, 2–1, 0–1) | Szlovákia | Hartwall Arena, Helsinki Nézőszám: 6400 |

| Jegyzőkönyv | Jegyzőkönyv | Jegyzőkönyv                                 | Jegyzőkönyv    | Jegyzőkönyv                                                                            |
| --- | ----------- | ------------------------------------------- | -------------- | -------------------------------------------------------------------------------------- |
| | Cam Ward    | Kapusok                                     | Peter Hamerlík | Játékvezetők: Lars Brüggemann Georg Jablukow Vonalbírók: Jimmy Dahmen Sergei Shelyanin |
| \| J. Benn (R. Getzlaf, D. Keith) – 14:21 \| 1-0 \| \| \| \| 1-1 \| 21:58 – T. Tatar (J. Mikúš) \| \| J. Eberle (E. Kane) – 32:30 \| 2-1 \| \| \| A. Ladd (R. O'Reilly, T. Purcell) – 35:21 \| 3-1 \| \| \| \| 3-2 \| 42:59 – M. Bartovič (M. Bližňák, M. Haščák) \| |             |                                             |                | Játékvezetők: Lars Brüggemann Georg Jablukow Vonalbírók: Jimmy Dahmen Sergei Shelyanin |
| 2 perc | Büntetések  | 4 perc                                      |                | Játékvezetők: Lars Brüggemann Georg Jablukow Vonalbírók: Jimmy Dahmen Sergei Shelyanin |
| 30 | Lövések     | 22                                          |                | Játékvezetők: Lars Brüggemann Georg Jablukow Vonalbírók: Jimmy Dahmen Sergei Shelyanin |
| J. Benn (R. Getzlaf, D. Keith) – 14:21 | 1-0         |                                             |                | Játékvezetők: Lars Brüggemann Georg Jablukow Vonalbírók: Jimmy Dahmen Sergei Shelyanin |
| | 1-1         | 21:58 – T. Tatar (J. Mikúš)                 |                | Játékvezetők: Lars Brüggemann Georg Jablukow Vonalbírók: Jimmy Dahmen Sergei Shelyanin |
| J. Eberle (E. Kane) – 32:30 | 2-1         |                                             |                | Játékvezetők: Lars Brüggemann Georg Jablukow Vonalbírók: Jimmy Dahmen Sergei Shelyanin |
| A. Ladd (R. O'Reilly, T. Purcell) – 35:21 | 3-1         |                                             |                |                                                                                        |
| | 3-2         | 42:59 – M. Bartovič (M. Bližňák, M. Haščák) |                |                                                                                        |

| 2012. május 4. 20:15 | Fehéroroszország | 0–1 (0–1, 0–0, 0–0) | Finnország | Hartwall Arena, Helsinki Nézőszám: 12 354 |

| Jegyzőkönyv                                                  | Jegyzőkönyv  | Jegyzőkönyv                                | Jegyzőkönyv   | Jegyzőkönyv                                                                           |
| ------------------------------------------------------------ | ------------ | ------------------------------------------ | ------------- | ------------------------------------------------------------------------------------- |
|                                                              | Vitali Koval | Kapusok                                    | Kari Lehtonen | Játékvezetők: Morgan Johansson Christer Lärking Vonalbírók: Sirko Schulz Jesse Wilmot |
| \| \| 0 – 1 \| 19:18 – J. Niskala (M. Koivu, M. Granlund) \| |              |                                            |               | Játékvezetők: Morgan Johansson Christer Lärking Vonalbírók: Sirko Schulz Jesse Wilmot |
| 14 perc                                                      | Büntetések   | 8 perc                                     |               | Játékvezetők: Morgan Johansson Christer Lärking Vonalbírók: Sirko Schulz Jesse Wilmot |
| 21                                                           | Lövések      | 38                                         |               | Játékvezetők: Morgan Johansson Christer Lärking Vonalbírók: Sirko Schulz Jesse Wilmot |
|                                                              | 0 – 1        | 19:18 – J. Niskala (M. Koivu, M. Granlund) |               | Játékvezetők: Morgan Johansson Christer Lärking Vonalbírók: Sirko Schulz Jesse Wilmot |

| 2012. május 5. 15:00 | Svájc | 5–1 (2–0, 3–1, 0–0) | Kazahsztán | Hartwall Arena, Helsinki Nézőszám: 7221 |

| Jegyzőkönyv | Jegyzőkönyv | Jegyzőkönyv                          | Jegyzőkönyv                   | Jegyzőkönyv                                                                          |
| --- | ----------- | ------------------------------------ | ----------------------------- | ------------------------------------------------------------------------------------ |
| | Reto Berra  | Kapusok                              | Vitaly Kolesnik Alexei Ivanov | Játékvezetők: Lars Brüggemann Morgan Johansson Vonalbírók: Jon Killan Andre Schrader |
| \| I. Rüthemann (D. Hollenstein) – 09:48 \| 1–0 \| \| \| M. Streit (R. Wick, S. Blindenbacher) (PP) – 11:04 \| 2–0 \| \| \| \| 2–1 \| 21:36 – R. Savchenko (R. Starchenko) \| \| M. Streit (S. Blindenbacher) (PP2) – 24:04 \| 3–1 \| \| \| I. Rüthemann (D. Hollenstein, M. Streit) (PP) – 32:08 \| 4–1 \| \| \| F. Du Bois (I. Rüthemann, M. Bieber) – 36:53 \| 5–1 \| \| |             |                                      |                               | Játékvezetők: Lars Brüggemann Morgan Johansson Vonalbírók: Jon Killan Andre Schrader |
| 8 perc | Büntetések  | 14 perc                              |                               | Játékvezetők: Lars Brüggemann Morgan Johansson Vonalbírók: Jon Killan Andre Schrader |
| 48 | Lövések     | 20                                   |                               | Játékvezetők: Lars Brüggemann Morgan Johansson Vonalbírók: Jon Killan Andre Schrader |
| I. Rüthemann (D. Hollenstein) – 09:48 | 1–0         |                                      |                               | Játékvezetők: Lars Brüggemann Morgan Johansson Vonalbírók: Jon Killan Andre Schrader |
| M. Streit (R. Wick, S. Blindenbacher) (PP) – 11:04 | 2–0         |                                      |                               | Játékvezetők: Lars Brüggemann Morgan Johansson Vonalbírók: Jon Killan Andre Schrader |
| | 2–1         | 21:36 – R. Savchenko (R. Starchenko) |                               | Játékvezetők: Lars Brüggemann Morgan Johansson Vonalbírók: Jon Killan Andre Schrader |
| M. Streit (S. Blindenbacher) (PP2) – 24:04 | 3–1         |                                      |                               |                                                                                      |
| I. Rüthemann (D. Hollenstein, M. Streit) (PP) – 32:08 | 4–1         |                                      |                               |                                                                                      |
| F. Du Bois (I. Rüthemann, M. Bieber) – 36:53 | 5–1         |                                      |                               |                                                                                      |

| 2012. május 5. 19:00 | Kanada | 4–5 (h.u.) (1–1, 1–1, 2–2) (h.u.: 0–1) | Egyesült Államok | Hartwall Arena, Helsinki Nézőszám: 6842 |

| Jegyzőkönyv | Jegyzőkönyv | Jegyzőkönyv                                 | Jegyzőkönyv  | Jegyzőkönyv                                                                                     |
| --- | ----------- | ------------------------------------------- | ------------ | ----------------------------------------------------------------------------------------------- |
| | Cam Ward    | Kapusok                                     | Jimmy Howard | Játékvezetők: Vjacseszlav Bulanov Konsztantyin Olenyin Vonalbírók: Petr Blumel Szergej Selanyin |
| \| \| 0–1 \| 01:10 – J. Slater (R. Lasch) \| \| J. Tavares (D. Keith) – 06:38 \| 1–1 \| \| \| J. Skinner (J. Tavares, J. Bouwmeester) – 27:34 \| 2–1 \| \| \| \| 2–2 \| 33:54 – J. Johnson (M. Pacioretty, B. Ryan) \| \| \| 2–3 \| 46:43 – P. Dwyer (SH) \| \| E. Kane – 49:51 \| 3–3 \| \| \| \| 3–4 \| 56:19 – N. Thompson (J. Crabb, P. Dwyer) \| \| D. Keith – 58:21 \| 4–4 \| \| \| \| 4–5 \| 61:47 – J. Johnson \| |             |                                             |              | Játékvezetők: Vjacseszlav Bulanov Konsztantyin Olenyin Vonalbírók: Petr Blumel Szergej Selanyin |
| 8 perc | Büntetések  | 6 perc                                      |              | Játékvezetők: Vjacseszlav Bulanov Konsztantyin Olenyin Vonalbírók: Petr Blumel Szergej Selanyin |
| 34 | Lövések     | 46                                          |              | Játékvezetők: Vjacseszlav Bulanov Konsztantyin Olenyin Vonalbírók: Petr Blumel Szergej Selanyin |
| | 0–1         | 01:10 – J. Slater (R. Lasch)                |              | Játékvezetők: Vjacseszlav Bulanov Konsztantyin Olenyin Vonalbírók: Petr Blumel Szergej Selanyin |
| J. Tavares (D. Keith) – 06:38 | 1–1         |                                             |              | Játékvezetők: Vjacseszlav Bulanov Konsztantyin Olenyin Vonalbírók: Petr Blumel Szergej Selanyin |
| J. Skinner (J. Tavares, J. Bouwmeester) – 27:34 | 2–1         |                                             |              | Játékvezetők: Vjacseszlav Bulanov Konsztantyin Olenyin Vonalbírók: Petr Blumel Szergej Selanyin |
| | 2–2         | 33:54 – J. Johnson (M. Pacioretty, B. Ryan) |              |                                                                                                 |
| | 2–3         | 46:43 – P. Dwyer (SH)                       |              |                                                                                                 |
| E. Kane – 49:51 | 3–3         |                                             |              |                                                                                                 |
| | 3–4         | 56:19 – N. Thompson (J. Crabb, P. Dwyer)    |              |                                                                                                 |
| D. Keith – 58:21 | 4–4         |                                             |              |                                                                                                 |
| | 4–5         | 61:47 – J. Johnson                          |              |                                                                                                 |

| 2012. május 6. 12:15 | Franciaország | 6–3 (3–1, 1–1, 2–1) | Kazahsztán | Hartwall Arena, Helsinki Nézőszám: 8673 |

| Jegyzőkönyv | Jegyzőkönyv    | Jegyzőkönyv                                                  | Jegyzőkönyv                     | Jegyzőkönyv                                                                     |
| --- | -------------- | ------------------------------------------------------------ | ------------------------------- | ------------------------------------------------------------------------------- |
| | Cristobal Huet | Kapusok                                                      | Alexei Ivanov Vitaliy Yeremeyev | Játékvezetők: Martin Fraňo Christer Lärking Vonalbírók: Jon Killan Sirko Schulz |
| \| K. Hecquefeuille (L. Meunier, J. Desrosiers) (PP) – 08:59 \| 1–0 \| \| \| N. Besch (L. Meunier) – 11:27 \| 2–0 \| \| \| S. Treille (S. da Costa, P. Bellemare) (PP) – 14:53 \| 3–0 \| \| \| \| 3–1 \| 17:13 – V. Krasnoslobodtsev (D. Dudarev, R. Starchenko) (PP) \| \| J. Desrosiers (Y. Treille, L. Meunier) – 27:49 \| 4–1 \| \| \| \| 4–2 \| 33:16 – F. Polishuk (A. Troshinski, R. Savchenko) (PP) \| \| \| 4–3 \| 40:42 – T. Zhailauov (D. Dudarev, V. Novopashin) \| \| P. Bellemare (A. Guttig, S. da Costa) – 51:02 \| 5–3 \| \| \| K. Hecquefeuille (J. Desrosiers, Y. Auvitu) (PP) – 56:14 \| 6–3 \| \| |                |                                                              |                                 | Játékvezetők: Martin Fraňo Christer Lärking Vonalbírók: Jon Killan Sirko Schulz |
| 39 perc | Büntetések     | 24 perc                                                      |                                 | Játékvezetők: Martin Fraňo Christer Lärking Vonalbírók: Jon Killan Sirko Schulz |
| 41 | Lövések        | 23                                                           |                                 | Játékvezetők: Martin Fraňo Christer Lärking Vonalbírók: Jon Killan Sirko Schulz |
| K. Hecquefeuille (L. Meunier, J. Desrosiers) (PP) – 08:59 | 1–0            |                                                              |                                 | Játékvezetők: Martin Fraňo Christer Lärking Vonalbírók: Jon Killan Sirko Schulz |
| N. Besch (L. Meunier) – 11:27 | 2–0            |                                                              |                                 | Játékvezetők: Martin Fraňo Christer Lärking Vonalbírók: Jon Killan Sirko Schulz |
| S. Treille (S. da Costa, P. Bellemare) (PP) – 14:53 | 3–0            |                                                              |                                 | Játékvezetők: Martin Fraňo Christer Lärking Vonalbírók: Jon Killan Sirko Schulz |
| | 3–1            | 17:13 – V. Krasnoslobodtsev (D. Dudarev, R. Starchenko) (PP) |                                 |                                                                                 |
| J. Desrosiers (Y. Treille, L. Meunier) – 27:49 | 4–1            |                                                              |                                 |                                                                                 |
| | 4–2            | 33:16 – F. Polishuk (A. Troshinski, R. Savchenko) (PP)       |                                 |                                                                                 |
| | 4–3            | 40:42 – T. Zhailauov (D. Dudarev, V. Novopashin)             |                                 |                                                                                 |
| P. Bellemare (A. Guttig, S. da Costa) – 51:02 | 5–3            |                                                              |                                 |                                                                                 |
| K. Hecquefeuille (J. Desrosiers, Y. Auvitu) (PP) – 56:14 | 6–3            |                                                              |                                 |                                                                                 |

| 2012. május 6. 16:15 | Finnország | 1–0 (1–0, 0–0, 0–0) | Szlovákia | Hartwall Arena, Helsinki Nézőszám: 12 855 |

| Jegyzőkönyv                                                       | Jegyzőkönyv   | Jegyzőkönyv | Jegyzőkönyv | Jegyzőkönyv                                                                                  |
| ----------------------------------------------------------------- | ------------- | ----------- | ----------- | -------------------------------------------------------------------------------------------- |
|                                                                   | Petri Vehanen | Kapusok     | Ján Laco    | Játékvezetők: Vjacseszlav Bulanov Konsztantyin Olenyin Vonalbírók: Jimmy Dahmen Jesse Wilmot |
| \| J. Pesonen (M. Granlund, J. Immonen) (EA) – 07:32 \| 1–0 \| \| |               |             |             | Játékvezetők: Vjacseszlav Bulanov Konsztantyin Olenyin Vonalbírók: Jimmy Dahmen Jesse Wilmot |
| 4 perc                                                            | Büntetések    | 10 perc     |             | Játékvezetők: Vjacseszlav Bulanov Konsztantyin Olenyin Vonalbírók: Jimmy Dahmen Jesse Wilmot |
| 22                                                                | Lövések       | 26          |             | Játékvezetők: Vjacseszlav Bulanov Konsztantyin Olenyin Vonalbírók: Jimmy Dahmen Jesse Wilmot |
| J. Pesonen (M. Granlund, J. Immonen) (EA) – 07:32                 | 1–0           |             |             | Játékvezetők: Vjacseszlav Bulanov Konsztantyin Olenyin Vonalbírók: Jimmy Dahmen Jesse Wilmot |

| 2012. május 6. 20:15 | Svájc | 3–2 (2–1, 0–1, 1–0) | Fehéroroszország | Hartwall Arena, Helsinki Nézőszám: 5249 |

| Jegyzőkönyv | Jegyzőkönyv    | Jegyzőkönyv                                     | Jegyzőkönyv  | Jegyzőkönyv                                                                           |
| --- | -------------- | ----------------------------------------------- | ------------ | ------------------------------------------------------------------------------------- |
| | Tobias Stephan | Kapusok                                         | Vitali Koval | Játékvezetők: Georg Jablukow Antonín Jeřábek Vonalbírók: Masi Puolakka Andre Schrader |
| \| S. Moser (F. Du Bois) – 06:55 \| 1–0 \| \| \| \| 1–1 \| 10:26 – A. Ugarov (A. Sztyepanov, V. Denyiszov) \| \| S. Moser (K. Romy, D. Brunner) – 11:57 \| 2–1 \| \| \| \| 2–2 \| 21:34 – K. Kolcoj (D. Korobov, A. Kaljuzsnij) \| \| K. Romy (D. Brunner) – 47:48 \| 3–2 \| \| |                |                                                 |              | Játékvezetők: Georg Jablukow Antonín Jeřábek Vonalbírók: Masi Puolakka Andre Schrader |
| 6 perc | Büntetések     | 6 perc                                          |              | Játékvezetők: Georg Jablukow Antonín Jeřábek Vonalbírók: Masi Puolakka Andre Schrader |
| 35 | Lövések        | 21                                              |              | Játékvezetők: Georg Jablukow Antonín Jeřábek Vonalbírók: Masi Puolakka Andre Schrader |
| S. Moser (F. Du Bois) – 06:55 | 1–0            |                                                 |              | Játékvezetők: Georg Jablukow Antonín Jeřábek Vonalbírók: Masi Puolakka Andre Schrader |
| | 1–1            | 10:26 – A. Ugarov (A. Sztyepanov, V. Denyiszov) |              | Játékvezetők: Georg Jablukow Antonín Jeřábek Vonalbírók: Masi Puolakka Andre Schrader |
| S. Moser (K. Romy, D. Brunner) – 11:57 | 2–1            |                                                 |              | Játékvezetők: Georg Jablukow Antonín Jeřábek Vonalbírók: Masi Puolakka Andre Schrader |
| | 2–2            | 21:34 – K. Kolcoj (D. Korobov, A. Kaljuzsnij)   |              |                                                                                       |
| K. Romy (D. Brunner) – 47:48 | 3–2            |                                                 |              |                                                                                       |

| 2012. május 7. 16:15 | Franciaország | 2–7 (1–4, 1–1, 0–2) | Kanada | Hartwall Arena, Helsinki Nézőszám: 3415 |

| Jegyzőkönyv | Jegyzőkönyv    | Jegyzőkönyv                                           | Jegyzőkönyv  | Jegyzőkönyv                                                                      |
| --- | -------------- | ----------------------------------------------------- | ------------ | -------------------------------------------------------------------------------- |
| | Fabrice Lhenry | Kapusok                                               | Devan Dubnyk | Játékvezetők: Lars Brügemann Georg Jablukow Vonalbírók: Petr Blumel Jimmy Dahmen |
| \| \| 0–1 \| 01:59 – R. Nugent-Hopkins (P. Sharp, J. Benn) \| \| \| 0–2 \| 09:56 – P. Sharp (J. Tavares, R. Nugent-Hopkins) (PP) \| \| \| 0–3 \| 13:54 – J. Benn (P. Sharp, L. Schenna) \| \| \| 0–4 \| 17:21 – J. Benn (C. Perry) \| \| B. Henderson – 19:22 \| 1–4 \| \| \| \| 1–5 \| 33:19 – J. Eberle (P. Sharp, D. Keith) (PP) \| \| A. Rouleau (A. Roussel) – 33:49 \| 2–5 \| \| \| \| 2–6 \| 49:56 – R. Nugent-Hopkins (P. Sharp, M. Methot) \| \| \| 2–7 \| 52:19 – C. Perry (R. Getzlaf, E. Kane) \| |                |                                                       |              | Játékvezetők: Lars Brügemann Georg Jablukow Vonalbírók: Petr Blumel Jimmy Dahmen |
| 6 perc | Büntetések     | 4 perc                                                |              | Játékvezetők: Lars Brügemann Georg Jablukow Vonalbírók: Petr Blumel Jimmy Dahmen |
| 21 | Lövések        | 37                                                    |              | Játékvezetők: Lars Brügemann Georg Jablukow Vonalbírók: Petr Blumel Jimmy Dahmen |
| | 0–1            | 01:59 – R. Nugent-Hopkins (P. Sharp, J. Benn)         |              | Játékvezetők: Lars Brügemann Georg Jablukow Vonalbírók: Petr Blumel Jimmy Dahmen |
| | 0–2            | 09:56 – P. Sharp (J. Tavares, R. Nugent-Hopkins) (PP) |              | Játékvezetők: Lars Brügemann Georg Jablukow Vonalbírók: Petr Blumel Jimmy Dahmen |
| | 0–3            | 13:54 – J. Benn (P. Sharp, L. Schenna)                |              | Játékvezetők: Lars Brügemann Georg Jablukow Vonalbírók: Petr Blumel Jimmy Dahmen |
| | 0–4            | 17:21 – J. Benn (C. Perry)                            |              |                                                                                  |
| B. Henderson – 19:22 | 1–4            |                                                       |              |                                                                                  |
| | 1–5            | 33:19 – J. Eberle (P. Sharp, D. Keith) (PP)           |              |                                                                                  |
| A. Rouleau (A. Roussel) – 33:49 | 2–5            |                                                       |              |                                                                                  |
| | 2–6            | 49:56 – R. Nugent-Hopkins (P. Sharp, M. Methot)       |              |                                                                                  |
| | 2–7            | 52:19 – C. Perry (R. Getzlaf, E. Kane)                |              |                                                                                  |

| 2012. május 7. 20:15 | Egyesült Államok | 2–4 (1–3, 1–0, 0–1) | Szlovákia | Hartwall Arena, Helsinki Nézőszám: 3948 |

| Jegyzőkönyv | Jegyzőkönyv  | Jegyzőkönyv                                     | Jegyzőkönyv | Jegyzőkönyv                                                                                |
| --- | ------------ | ----------------------------------------------- | ----------- | ------------------------------------------------------------------------------------------ |
| | Jimmy Howard | Kapusok                                         | Ján Laco    | Játékvezetők: Morgan Johansson Christer Lärking Vonalbírók: Masi Puolakka Sergei Shelyanin |
| \| \| 0–1 \| 00:47 – D. Graňák (L. Hudáček) \| \| \| 0–2 \| 15:04 – B. Radivojevič (T. Kopecký, M. Handzuš) \| \| J. Faulk (K. Okposo, J. Slater) – 15:41 \| 1–2 \| \| \| \| 1–3 \| 19:54 – A. Sekera (M. Bližňák) \| \| P. Stastny (M. Pacioretty, C. Fowler) (PP2) – 38:47 \| 2–3 \| \| \| \| 2–4 \| 59:23 – M. Šatan (ENG) \| |              |                                                 |             | Játékvezetők: Morgan Johansson Christer Lärking Vonalbírók: Masi Puolakka Sergei Shelyanin |
| 6 perc | Büntetések   | 6 perc                                          |             | Játékvezetők: Morgan Johansson Christer Lärking Vonalbírók: Masi Puolakka Sergei Shelyanin |
| 20 | Lövések      | 32                                              |             | Játékvezetők: Morgan Johansson Christer Lärking Vonalbírók: Masi Puolakka Sergei Shelyanin |
| | 0–1          | 00:47 – D. Graňák (L. Hudáček)                  |             | Játékvezetők: Morgan Johansson Christer Lärking Vonalbírók: Masi Puolakka Sergei Shelyanin |
| | 0–2          | 15:04 – B. Radivojevič (T. Kopecký, M. Handzuš) |             | Játékvezetők: Morgan Johansson Christer Lärking Vonalbírók: Masi Puolakka Sergei Shelyanin |
| J. Faulk (K. Okposo, J. Slater) – 15:41 | 1–2          |                                                 |             | Játékvezetők: Morgan Johansson Christer Lärking Vonalbírók: Masi Puolakka Sergei Shelyanin |
| | 1–3          | 19:54 – A. Sekera (M. Bližňák)                  |             |                                                                                            |
| P. Stastny (M. Pacioretty, C. Fowler) (PP2) – 38:47 | 2–3          |                                                 |             |                                                                                            |
| | 2–4          | 59:23 – M. Šatan (ENG)                          |             |                                                                                            |

| 2012. május 8. 16:15 | Fehéroroszország | 3–2 (0–1, 3–1, 0–0) | Kazahsztán | Hartwall Arena, Helsinki Nézőszám: 3221 |

| Jegyzőkönyv | Jegyzőkönyv  | Jegyzőkönyv                                            | Jegyzőkönyv       | Jegyzőkönyv                                                                  |
| --- | ------------ | ------------------------------------------------------ | ----------------- | ---------------------------------------------------------------------------- |
| | Andrei Mezin | Kapusok                                                | Vitaliy Yeremeyev | Játékvezetők: Martin Fraňo Jari Levonen Vonalbírók: Jon Killian Jesse Wilmot |
| \| \| 0–1 \| 02:32 – V. Krasnoslobodtsev \| \| \| 0–2 \| 27:42 – V. Krasnoslobodtsev (D. Dudarev, V. Yeremeyev) \| \| K. Koltsov (SH) – 28:48 \| 1–2 \| \| \| M. Grabovszkij (R. Graborenko) – 33:37 \| 2–2 \| \| \| J. Kovyrsin – 33:52 \| 3–2 \| \| |              |                                                        |                   | Játékvezetők: Martin Fraňo Jari Levonen Vonalbírók: Jon Killian Jesse Wilmot |
| 12 perc | Büntetések   | 6 perc                                                 |                   | Játékvezetők: Martin Fraňo Jari Levonen Vonalbírók: Jon Killian Jesse Wilmot |
| 32 | Lövések      | 30                                                     |                   | Játékvezetők: Martin Fraňo Jari Levonen Vonalbírók: Jon Killian Jesse Wilmot |
| | 0–1          | 02:32 – V. Krasnoslobodtsev                            |                   | Játékvezetők: Martin Fraňo Jari Levonen Vonalbírók: Jon Killian Jesse Wilmot |
| | 0–2          | 27:42 – V. Krasnoslobodtsev (D. Dudarev, V. Yeremeyev) |                   | Játékvezetők: Martin Fraňo Jari Levonen Vonalbírók: Jon Killian Jesse Wilmot |
| K. Koltsov (SH) – 28:48 | 1–2          |                                                        |                   | Játékvezetők: Martin Fraňo Jari Levonen Vonalbírók: Jon Killian Jesse Wilmot |
| M. Grabovszkij (R. Graborenko) – 33:37 | 2–2          |                                                        |                   |                                                                              |
| J. Kovyrsin – 33:52 | 3–2          |                                                        |                   |                                                                              |

| 2012. május 8. 20:15 | Finnország | 5–2 (1–0, 2–2, 2–0) | Svájc | Hartwall Arena, Helsinki Nézőszám: 12 448 |

| Jegyzőkönyv | Jegyzőkönyv   | Jegyzőkönyv                      | Jegyzőkönyv | Jegyzőkönyv                                                                       |
| --- | ------------- | -------------------------------- | ----------- | --------------------------------------------------------------------------------- |
| | Kari Lehtonen | Kapusok                          | Reto Berra  | Játékvezetők: Antonín Jeřábek David Lewis Vonalbírók: Andre Schrader Sirko Schulz |
| \| J. Immonen (J. Niskala, A. Salmela) (PP) – 06:30 \| 1–0 \| \| \| \| 1–1 \| 25:44 – A. Ambühl (L. Sbisa) \| \| L. Komarov (J. Järvinen, J. Joensuu) – 26:05 \| 2–1 \| \| \| J. Immonen (J. Pesonen, M. Granlund) – 36:45 \| 3–1 \| \| \| \| 3–2 \| 37:44 – R. Wick (M. Streit) (PP) \| \| V. Filppula (J. Jokinen, J. Hietanen) (PP) – 49:46 \| 4–2 \| \| \| V. Filppula (O. Väänänen, J. Jokinen) – 51.56 \| 5–2 \| \| |               |                                  |             | Játékvezetők: Antonín Jeřábek David Lewis Vonalbírók: Andre Schrader Sirko Schulz |
| 18 perc | Büntetések    | 10 perc                          |             | Játékvezetők: Antonín Jeřábek David Lewis Vonalbírók: Andre Schrader Sirko Schulz |
| 26 | Lövések       | 28                               |             | Játékvezetők: Antonín Jeřábek David Lewis Vonalbírók: Andre Schrader Sirko Schulz |
| J. Immonen (J. Niskala, A. Salmela) (PP) – 06:30 | 1–0           |                                  |             | Játékvezetők: Antonín Jeřábek David Lewis Vonalbírók: Andre Schrader Sirko Schulz |
| | 1–1           | 25:44 – A. Ambühl (L. Sbisa)     |             | Játékvezetők: Antonín Jeřábek David Lewis Vonalbírók: Andre Schrader Sirko Schulz |
| L. Komarov (J. Järvinen, J. Joensuu) – 26:05 | 2–1           |                                  |             | Játékvezetők: Antonín Jeřábek David Lewis Vonalbírók: Andre Schrader Sirko Schulz |
| J. Immonen (J. Pesonen, M. Granlund) – 36:45 | 3–1           |                                  |             |                                                                                   |
| | 3–2           | 37:44 – R. Wick (M. Streit) (PP) |             |                                                                                   |
| V. Filppula (J. Jokinen, J. Hietanen) (PP) – 49:46 | 4–2           |                                  |             |                                                                                   |
| V. Filppula (O. Väänänen, J. Jokinen) – 51.56 | 5–2           |                                  |             |                                                                                   |

| 2012. május 9. 16:15 | Szlovákia | 4–2 (1–1, 1–0, 2–1) | Kazahsztán | Hartwall Arena, Helsinki Nézőszám: 3706 |

| Jegyzőkönyv | Jegyzőkönyv | Jegyzőkönyv                                     | Jegyzőkönyv      | Jegyzőkönyv                                                                            |
| --- | ----------- | ----------------------------------------------- | ---------------- | -------------------------------------------------------------------------------------- |
| | Ján Laco    | Kapusok                                         | Vitali Yeremeyev | Játékvezetők: Georg Jablukow Antonín Jeřábek Vonalbírók: Jimmy Dahmen Sergei Shelyanin |
| \| D. Graňák (M. Šatan, L. Hudáček) – 01:08 \| 1–0 \| \| \| \| 1–1 \| 11:18 – J. Rymarev (V. Novopashin, D. Shemelin) \| \| L. Hudáček (D. Graňák, Z. Chara) – 37:49 \| 2–1 \| \| \| \| 2–2 \| 43:15 – K. Pushkarev (T. Zhailauov, D. Upper) \| \| T. Kopecký (I. Baranka, A. Sekera) – 48:18 \| 3–2 \| \| \| T. Kopecký (M. Handzuš, B. Radivojevič) – 59:46 \| 4–2 \| \| |             |                                                 |                  | Játékvezetők: Georg Jablukow Antonín Jeřábek Vonalbírók: Jimmy Dahmen Sergei Shelyanin |
| 4 perc | Büntetések  | 8 perc                                          |                  | Játékvezetők: Georg Jablukow Antonín Jeřábek Vonalbírók: Jimmy Dahmen Sergei Shelyanin |
| 33 | Lövések     | 22                                              |                  | Játékvezetők: Georg Jablukow Antonín Jeřábek Vonalbírók: Jimmy Dahmen Sergei Shelyanin |
| D. Graňák (M. Šatan, L. Hudáček) – 01:08 | 1–0         |                                                 |                  | Játékvezetők: Georg Jablukow Antonín Jeřábek Vonalbírók: Jimmy Dahmen Sergei Shelyanin |
| | 1–1         | 11:18 – J. Rymarev (V. Novopashin, D. Shemelin) |                  | Játékvezetők: Georg Jablukow Antonín Jeřábek Vonalbírók: Jimmy Dahmen Sergei Shelyanin |
| L. Hudáček (D. Graňák, Z. Chara) – 37:49 | 2–1         |                                                 |                  | Játékvezetők: Georg Jablukow Antonín Jeřábek Vonalbírók: Jimmy Dahmen Sergei Shelyanin |
| | 2–2         | 43:15 – K. Pushkarev (T. Zhailauov, D. Upper)   |                  |                                                                                        |
| T. Kopecký (I. Baranka, A. Sekera) – 48:18 | 3–2         |                                                 |                  |                                                                                        |
| T. Kopecký (M. Handzuš, B. Radivojevič) – 59:46 | 4–2         |                                                 |                  |                                                                                        |

| 2012. május 9. 20:15 | Kanada | 3–2 (0–1, 1–0, 2–1) | Svájc | Hartwall Arena, Helsinki Nézőszám: 4829 |

| Jegyzőkönyv | Jegyzőkönyv | Jegyzőkönyv                                  | Jegyzőkönyv    | Jegyzőkönyv                                                                   |
| --- | ----------- | -------------------------------------------- | -------------- | ----------------------------------------------------------------------------- |
| | Cam Ward    | Kapusok                                      | Tobias Stephan | Játékvezetők: Martin Fraňo Jari Levonen Vonalbírók: Petr Blumel Masi Puolakka |
| \| \| 0–1 \| 01:40 – D. Brunner (G. Bezina, K. Romy) \| \| J. Tavares (J. Eberle, J. Skinner) – 20:35 \| 1–1 \| \| \| J. Eberle (J. Tavares) – 40:41 \| 2–1 \| \| \| \| 2–2 \| 43:49 – G. Bezina (K. Romy, D. Brunner) (PP) \| \| R. Getzlaf (C. Ward) – 48:02 \| 3–2 \| \| |             |                                              |                | Játékvezetők: Martin Fraňo Jari Levonen Vonalbírók: Petr Blumel Masi Puolakka |
| 6 perc | Büntetések  | 8 perc                                       |                | Játékvezetők: Martin Fraňo Jari Levonen Vonalbírók: Petr Blumel Masi Puolakka |
| 30 | Lövések     | 30                                           |                | Játékvezetők: Martin Fraňo Jari Levonen Vonalbírók: Petr Blumel Masi Puolakka |
| | 0–1         | 01:40 – D. Brunner (G. Bezina, K. Romy)      |                | Játékvezetők: Martin Fraňo Jari Levonen Vonalbírók: Petr Blumel Masi Puolakka |
| J. Tavares (J. Eberle, J. Skinner) – 20:35 | 1–1         |                                              |                | Játékvezetők: Martin Fraňo Jari Levonen Vonalbírók: Petr Blumel Masi Puolakka |
| J. Eberle (J. Tavares) – 40:41 | 2–1         |                                              |                | Játékvezetők: Martin Fraňo Jari Levonen Vonalbírók: Petr Blumel Masi Puolakka |
| | 2–2         | 43:49 – G. Bezina (K. Romy, D. Brunner) (PP) |                |                                                                               |
| R. Getzlaf (C. Ward) – 48:02 | 3–2         |                                              |                |                                                                               |

| 2012. május 10. 16:15 | Egyesült Államok | 5–3 (2–1, 1–1, 2–1) | Fehéroroszország | Hartwall Arena, Helsinki Nézőszám: 7441 |

| Jegyzőkönyv | Jegyzőkönyv  | Jegyzőkönyv                                                   | Jegyzőkönyv               | Jegyzőkönyv                                                                    |
| --- | ------------ | ------------------------------------------------------------- | ------------------------- | ------------------------------------------------------------------------------ |
| | Jimmy Howard | Kapusok                                                       | Andrei Mezin Vitali Koval | Játékvezetők: Georg Jablukow David Lewis Vonalbírók: Sirko Schulz Jesse Wilmot |
| \| J. Abdelkader (J. T. Brown, J. Petry) – 01:39 \| 1–0 \| \| \| C. Atkinson (J. Abdelkader) – 06:31 \| 2–0 \| \| \| \| 2–1 \| 16:15 – A. Kaljuzsnij (D. Korobov, M. Grabovszkij) \| \| \| 2–2 \| 22:50 – A. Ugarov (M. Grabovszkij, J. Kovyrsin) (PP) \| \| N. Thompson (P. Dwyer, J. Crabb) – 38:21 \| 3–2 \| \| \| B. Ryan (M. Pacioretty, C. Fowler) – 52:10 \| 4–2 \| \| \| P. Stastny (M. Pacioretty, J. Johnson) – 55:34 \| 5–2 \| \| \| \| 5–3 \| 59:50 – J. Kovyrsin (M. Grabovszkij, A. Kaljuzsnij) (PP2, EA) \| |              |                                                               |                           | Játékvezetők: Georg Jablukow David Lewis Vonalbírók: Sirko Schulz Jesse Wilmot |
| 22 perc | Büntetések   | 16 perc                                                       |                           | Játékvezetők: Georg Jablukow David Lewis Vonalbírók: Sirko Schulz Jesse Wilmot |
| 36 | Lövések      | 26                                                            |                           | Játékvezetők: Georg Jablukow David Lewis Vonalbírók: Sirko Schulz Jesse Wilmot |
| J. Abdelkader (J. T. Brown, J. Petry) – 01:39 | 1–0          |                                                               |                           | Játékvezetők: Georg Jablukow David Lewis Vonalbírók: Sirko Schulz Jesse Wilmot |
| C. Atkinson (J. Abdelkader) – 06:31 | 2–0          |                                                               |                           | Játékvezetők: Georg Jablukow David Lewis Vonalbírók: Sirko Schulz Jesse Wilmot |
| | 2–1          | 16:15 – A. Kaljuzsnij (D. Korobov, M. Grabovszkij)            |                           | Játékvezetők: Georg Jablukow David Lewis Vonalbírók: Sirko Schulz Jesse Wilmot |
| | 2–2          | 22:50 – A. Ugarov (M. Grabovszkij, J. Kovyrsin) (PP)          |                           |                                                                                |
| N. Thompson (P. Dwyer, J. Crabb) – 38:21 | 3–2          |                                                               |                           |                                                                                |
| B. Ryan (M. Pacioretty, C. Fowler) – 52:10 | 4–2          |                                                               |                           |                                                                                |
| P. Stastny (M. Pacioretty, J. Johnson) – 55:34 | 5–2          |                                                               |                           |                                                                                |
| | 5–3          | 59:50 – J. Kovyrsin (M. Grabovszkij, A. Kaljuzsnij) (PP2, EA) |                           |                                                                                |

| 2012. május 10. 20:15 | Franciaország | 1–7 (0–1, 0–4, 1–2) | Finnország | Hartwall Arena, Helsinki Nézőszám: 12 957 |

| Jegyzőkönyv | Jegyzőkönyv    | Jegyzőkönyv                                       | Jegyzőkönyv   | Jegyzőkönyv                                                                     |
| --- | -------------- | ------------------------------------------------- | ------------- | ------------------------------------------------------------------------------- |
| | Fabrice Lhenry | Kapusok                                           | Petri Vehanen | Játékvezetők: Steve Patafie Brent Reiber Vonalbírók: Jon Killian Andre Schrader |
| \| \| 0–1 \| 10:12 – J. Immonen (J. Pesonen, M. Granlund) (PP) \| \| \| 0–2 \| 30:00 – M. Koivu (J. Hietanen, V. Filppula) \| \| \| 0–3 \| 33:49 – J. Jokinen (M. Mäenpää, M. Koivu) (PP) \| \| \| 0–4 \| 37:12 – J. Niskala (J. Joensuu, V. Filppula) \| \| \| 0–5 \| 38:08 – N. Kapanen (J. Tuppurainen) \| \| A. Guttig (S. Da Costa, T. Da Costa) (PP) – 43:34 \| 1–5 \| \| \| \| 1–6 \| 44:01 – J. Jokinen (M. Koivu, V. Filppula) (PP) \| \| \| 1–7 \| 50:00 – J. Hietanen (M. Mäenpää, M. Koivu) (PP) \| |                |                                                   |               | Játékvezetők: Steve Patafie Brent Reiber Vonalbírók: Jon Killian Andre Schrader |
| 14 perc | Büntetések     | 12 perc                                           |               | Játékvezetők: Steve Patafie Brent Reiber Vonalbírók: Jon Killian Andre Schrader |
| 18 | Lövések        | 37                                                |               | Játékvezetők: Steve Patafie Brent Reiber Vonalbírók: Jon Killian Andre Schrader |
| | 0–1            | 10:12 – J. Immonen (J. Pesonen, M. Granlund) (PP) |               | Játékvezetők: Steve Patafie Brent Reiber Vonalbírók: Jon Killian Andre Schrader |
| | 0–2            | 30:00 – M. Koivu (J. Hietanen, V. Filppula)       |               | Játékvezetők: Steve Patafie Brent Reiber Vonalbírók: Jon Killian Andre Schrader |
| | 0–3            | 33:49 – J. Jokinen (M. Mäenpää, M. Koivu) (PP)    |               | Játékvezetők: Steve Patafie Brent Reiber Vonalbírók: Jon Killian Andre Schrader |
| | 0–4            | 37:12 – J. Niskala (J. Joensuu, V. Filppula)      |               |                                                                                 |
| | 0–5            | 38:08 – N. Kapanen (J. Tuppurainen)               |               |                                                                                 |
| A. Guttig (S. Da Costa, T. Da Costa) (PP) – 43:34 | 1–5            |                                                   |               |                                                                                 |
| | 1–6            | 44:01 – J. Jokinen (M. Koivu, V. Filppula) (PP)   |               |                                                                                 |
| | 1–7            | 50:00 – J. Hietanen (M. Mäenpää, M. Koivu) (PP)   |               |                                                                                 |

| 2012. május 11. 16:15 | Kazahsztán | 2–3 (h.u.) (0–0, 1–1, 1–1) (h.u.: 0–1) | Egyesült Államok | Hartwall Arena, Helsinki Nézőszám: 9856 |

| Jegyzőkönyv | Jegyzőkönyv     | Jegyzőkönyv                                  | Jegyzőkönyv     | Jegyzőkönyv                                                                   |
| --- | --------------- | -------------------------------------------- | --------------- | ----------------------------------------------------------------------------- |
| | Vitaly Kolesnik | Kapusok                                      | Richard Bachman | Játékvezetők: Jari Levonen David Lewis Vonalbírók: Petr Blumel Andre Schrader |
| \| \| 0–1 \| 34:12 – J. T. Brown (J. Abdelkader) \| \| K. Pushkarev (T. Zhailauov, D. Upper) – 38:17 \| 1–1 \| \| \| \| 1–2 \| 44:58 – J. Faulk (A. Goligoski) \| \| T. Zhailauov (K. Pushkarev, V. Novopashin) – 55:54 \| 2–2 \| \| \| \| 2–3 \| 64:38 – J. Faulk (M. Pacioretty, P. Stastny) \| |                 |                                              |                 | Játékvezetők: Jari Levonen David Lewis Vonalbírók: Petr Blumel Andre Schrader |
| 2 perc | Büntetések      | 4 perc                                       |                 | Játékvezetők: Jari Levonen David Lewis Vonalbírók: Petr Blumel Andre Schrader |
| 19 | Lövések         | 50                                           |                 | Játékvezetők: Jari Levonen David Lewis Vonalbírók: Petr Blumel Andre Schrader |
| | 0–1             | 34:12 – J. T. Brown (J. Abdelkader)          |                 | Játékvezetők: Jari Levonen David Lewis Vonalbírók: Petr Blumel Andre Schrader |
| K. Pushkarev (T. Zhailauov, D. Upper) – 38:17 | 1–1             |                                              |                 | Játékvezetők: Jari Levonen David Lewis Vonalbírók: Petr Blumel Andre Schrader |
| | 1–2             | 44:58 – J. Faulk (A. Goligoski)              |                 | Játékvezetők: Jari Levonen David Lewis Vonalbírók: Petr Blumel Andre Schrader |
| T. Zhailauov (K. Pushkarev, V. Novopashin) – 55:54 | 2–2             |                                              |                 |                                                                               |
| | 2–3             | 64:38 – J. Faulk (M. Pacioretty, P. Stastny) |                 |                                                                               |

| 2012. május 11. 20:15 | Finnország | 3–5 (2–0, 1–3, 0–2) | Kanada | Hartwall Arena, Helsinki Nézőszám: 13 059 |

| Jegyzőkönyv | Jegyzőkönyv   | Jegyzőkönyv                                      | Jegyzőkönyv | Jegyzőkönyv                                                                           |
| --- | ------------- | ------------------------------------------------ | ----------- | ------------------------------------------------------------------------------------- |
| | Kari Lehtonen | Kapusok                                          | Cam Ward    | Játékvezetők: Martin Fraňo Christer Lärking Vonalbírók: Jimmy Dahmen Sergei Shelyanin |
| \| A. Pihlström (N. Kapanen) – 05:53 \| 1–0 \| \| \| M. Koivu (J. Jokinen) (PP) – 10:31 \| 2–0 \| \| \| \| 2–1 \| 25:34 – A. Burrows (R. O'Reilly, M. Methot) \| \| J. Jokinen (A. Salmela) (PP) – 27:36 \| 3–1 \| \| \| \| 3–2 \| 34:31 – J. Tavares (J. Skinner, K. Russell) \| \| \| 3–3 \| 38:18 – J. Skinner (R. Nugent-Hopkins, D. Keith) \| \| \| 3–4 \| 46:04 – E. Kane (C. Perry) \| \| \| 3–5 \| 59:36 – J. Eberle (J. Tavares, D. Keith) (ENG) \| |               |                                                  |             | Játékvezetők: Martin Fraňo Christer Lärking Vonalbírók: Jimmy Dahmen Sergei Shelyanin |
| 4 perc | Büntetések    | 12 perc                                          |             | Játékvezetők: Martin Fraňo Christer Lärking Vonalbírók: Jimmy Dahmen Sergei Shelyanin |
| 38 | Lövések       | 26                                               |             | Játékvezetők: Martin Fraňo Christer Lärking Vonalbírók: Jimmy Dahmen Sergei Shelyanin |
| A. Pihlström (N. Kapanen) – 05:53 | 1–0           |                                                  |             | Játékvezetők: Martin Fraňo Christer Lärking Vonalbírók: Jimmy Dahmen Sergei Shelyanin |
| M. Koivu (J. Jokinen) (PP) – 10:31 | 2–0           |                                                  |             | Játékvezetők: Martin Fraňo Christer Lärking Vonalbírók: Jimmy Dahmen Sergei Shelyanin |
| | 2–1           | 25:34 – A. Burrows (R. O'Reilly, M. Methot)      |             | Játékvezetők: Martin Fraňo Christer Lärking Vonalbírók: Jimmy Dahmen Sergei Shelyanin |
| J. Jokinen (A. Salmela) (PP) – 27:36 | 3–1           |                                                  |             |                                                                                       |
| | 3–2           | 34:31 – J. Tavares (J. Skinner, K. Russell)      |             |                                                                                       |
| | 3–3           | 38:18 – J. Skinner (R. Nugent-Hopkins, D. Keith) |             |                                                                                       |
| | 3–4           | 46:04 – E. Kane (C. Perry)                       |             |                                                                                       |
| | 3–5           | 59:36 – J. Eberle (J. Tavares, D. Keith) (ENG)   |             |                                                                                       |

| 2012. május 12. 12:15 | Szlovákia | 5–1 (1–0, 4–1, 0–0) | Fehéroroszország | Hartwall Arena, Helsinki Nézőszám: 9032 |

| Jegyzőkönyv | Jegyzőkönyv | Jegyzőkönyv                                             | Jegyzőkönyv  | Jegyzőkönyv                                                                   |
| --- | ----------- | ------------------------------------------------------- | ------------ | ----------------------------------------------------------------------------- |
| | Ján Laco    | Kapusok                                                 | Vitali Koval | Játékvezetők: Jari Levonen Brent Reiber Vonalbírók: Jon Killian Masi Puolakka |
| \| A. Sekera (I. Baranka, M. Handzuš) – 06:45 \| 1–0 \| \| \| B. Radivojevič (A. Sekera) – 23:16 \| 2–0 \| \| \| M. Miklík (J. Mikúš, T. Tatar) – 24:58 \| 3–0 \| \| \| T. Kopecký (B. Radivojevič) – 25:48 \| 4–0 \| \| \| J. Mikúš (T. Tatar, M. Miklík) – 26:56 \| 5–0 \| \| \| \| 5–1 \| 34:56 – A. Kaljuzsnij (A. Koszcicin, S. Koszcicin) (PP) \| |             |                                                         |              | Játékvezetők: Jari Levonen Brent Reiber Vonalbírók: Jon Killian Masi Puolakka |
| 18 perc | Büntetések  | 8 perc                                                  |              | Játékvezetők: Jari Levonen Brent Reiber Vonalbírók: Jon Killian Masi Puolakka |
| 40 | Lövések     | 31                                                      |              | Játékvezetők: Jari Levonen Brent Reiber Vonalbírók: Jon Killian Masi Puolakka |
| A. Sekera (I. Baranka, M. Handzuš) – 06:45 | 1–0         |                                                         |              | Játékvezetők: Jari Levonen Brent Reiber Vonalbírók: Jon Killian Masi Puolakka |
| B. Radivojevič (A. Sekera) – 23:16 | 2–0         |                                                         |              | Játékvezetők: Jari Levonen Brent Reiber Vonalbírók: Jon Killian Masi Puolakka |
| M. Miklík (J. Mikúš, T. Tatar) – 24:58 | 3–0         |                                                         |              | Játékvezetők: Jari Levonen Brent Reiber Vonalbírók: Jon Killian Masi Puolakka |
| T. Kopecký (B. Radivojevič) – 25:48 | 4–0         |                                                         |              |                                                                               |
| J. Mikúš (T. Tatar, M. Miklík) – 26:56 | 5–0         |                                                         |              |                                                                               |
| | 5–1         | 34:56 – A. Kaljuzsnij (A. Koszcicin, S. Koszcicin) (PP) |              |                                                                               |

| 2012. május 12. 16:15 | Svájc | 2–4 (0–1, 2–1, 0–2) | Franciaország | Hartwall Arena, Helsinki Nézőszám: 9155 |

| Jegyzőkönyv | Jegyzőkönyv    | Jegyzőkönyv                                           | Jegyzőkönyv    | Jegyzőkönyv                                                                             |
| --- | -------------- | ----------------------------------------------------- | -------------- | --------------------------------------------------------------------------------------- |
| | Tobias Stephan | Kapusok                                               | Cristobal Huet | Játékvezetők: Georg Jablukov Christer Lärking Vonalbírók: Szergej Selanyin Jesse Wilmot |
| \| \| 0–1 \| 17:11 – Y. Auvitu (K. Hecquefeuille, L. Meunier) (PP) \| \| \| 0–2 \| 32:44 – T. Da Costa (C. Bertrand, A. Roussel) \| \| D. Brunner (P. Furrer, S. Blindenbacher) – 33:14 \| 1–2 \| \| \| D. Brunner (K. Romy) – 35:04 \| 2–2 \| \| \| \| 2–3 \| 46:21 – L. Meunier (PP) \| \| \| 2–4 \| 47:05 – S. Da Costa (P-É. Bellemare, B. Amar) (PP) \| |                |                                                       |                | Játékvezetők: Georg Jablukov Christer Lärking Vonalbírók: Szergej Selanyin Jesse Wilmot |
| 31 perc | Büntetések     | 10 perc                                               |                | Játékvezetők: Georg Jablukov Christer Lärking Vonalbírók: Szergej Selanyin Jesse Wilmot |
| 43 | Lövések        | 27                                                    |                | Játékvezetők: Georg Jablukov Christer Lärking Vonalbírók: Szergej Selanyin Jesse Wilmot |
| | 0–1            | 17:11 – Y. Auvitu (K. Hecquefeuille, L. Meunier) (PP) |                | Játékvezetők: Georg Jablukov Christer Lärking Vonalbírók: Szergej Selanyin Jesse Wilmot |
| | 0–2            | 32:44 – T. Da Costa (C. Bertrand, A. Roussel)         |                | Játékvezetők: Georg Jablukov Christer Lärking Vonalbírók: Szergej Selanyin Jesse Wilmot |
| D. Brunner (P. Furrer, S. Blindenbacher) – 33:14 | 1–2            |                                                       |                | Játékvezetők: Georg Jablukov Christer Lärking Vonalbírók: Szergej Selanyin Jesse Wilmot |
| D. Brunner (K. Romy) – 35:04 | 2–2            |                                                       |                |                                                                                         |
| | 2–3            | 46:21 – L. Meunier (PP)                               |                |                                                                                         |
| | 2–4            | 47:05 – S. Da Costa (P-É. Bellemare, B. Amar) (PP)    |                |                                                                                         |

| 2012. május 12. 20:15 | Kazahsztán | 0–8 (0–1, 0–2, 0–5) | Kanada | Hartwall Arena, Helsinki Nézőszám: 4151 |

| Jegyzőkönyv | Jegyzőkönyv                       | Jegyzőkönyv                                   | Jegyzőkönyv  | Jegyzőkönyv                                                                       |
| --- | --------------------------------- | --------------------------------------------- | ------------ | --------------------------------------------------------------------------------- |
| | Vitaly Kolesnik Vitaliy Yeremeyev | Kapusok                                       | Devan Dubnyk | Játékvezetők: Antonín Jeřábek Steve Patafie Vonalbírók: Jimmy Dahmen Sirko Schulz |
| \| \| 0–1 \| 15:45 – D. Phaneuf (R. Getzlaf) (PP) \| \| \| 0–2 \| 32:05 – C. Perry (D. Keith, J. Bouwmeester) \| \| \| 0–3 \| 37:03 – A. Burrows (J. Eberle, D. Keith) (SH) \| \| \| 0–4 \| 42:57 – E. Kane (C. Perry, R. Getzlaf) \| \| \| 0–5 \| 43:39 – J. Tavares (J. Eberle, K. Russell) \| \| \| 0–6 \| 43:47 – T. Purcell (J. Benn) \| \| \| 0–7 \| 45:53 – D. Phaneuf (R. Getzlaf, D. Keith) \| \| \| 0–8 \| 56:13 – R. Nugent-Hopkins (P. Sharp, A. Ladd) \| |                                   |                                               |              | Játékvezetők: Antonín Jeřábek Steve Patafie Vonalbírók: Jimmy Dahmen Sirko Schulz |
| 8 perc | Büntetések                        | 10 perc                                       |              | Játékvezetők: Antonín Jeřábek Steve Patafie Vonalbírók: Jimmy Dahmen Sirko Schulz |
| 24 | Lövések                           | 58                                            |              | Játékvezetők: Antonín Jeřábek Steve Patafie Vonalbírók: Jimmy Dahmen Sirko Schulz |
| | 0–1                               | 15:45 – D. Phaneuf (R. Getzlaf) (PP)          |              | Játékvezetők: Antonín Jeřábek Steve Patafie Vonalbírók: Jimmy Dahmen Sirko Schulz |
| | 0–2                               | 32:05 – C. Perry (D. Keith, J. Bouwmeester)   |              | Játékvezetők: Antonín Jeřábek Steve Patafie Vonalbírók: Jimmy Dahmen Sirko Schulz |
| | 0–3                               | 37:03 – A. Burrows (J. Eberle, D. Keith) (SH) |              | Játékvezetők: Antonín Jeřábek Steve Patafie Vonalbírók: Jimmy Dahmen Sirko Schulz |
| | 0–4                               | 42:57 – E. Kane (C. Perry, R. Getzlaf)        |              |                                                                                   |
| | 0–5                               | 43:39 – J. Tavares (J. Eberle, K. Russell)    |              |                                                                                   |
| | 0–6                               | 43:47 – T. Purcell (J. Benn)                  |              |                                                                                   |
| | 0–7                               | 45:53 – D. Phaneuf (R. Getzlaf, D. Keith)     |              |                                                                                   |
| | 0–8                               | 56:13 – R. Nugent-Hopkins (P. Sharp, A. Ladd) |              |                                                                                   |

| 2012. május 13. 16:15 | Finnország | 0–5 (0–1, 0–2, 0–2) | Egyesült Államok | Hartwall Arena, Helsinki Nézőszám: 12 652 |

| Jegyzőkönyv | Jegyzőkönyv   | Jegyzőkönyv                                         | Jegyzőkönyv  | Jegyzőkönyv                                                                    |
| --- | ------------- | --------------------------------------------------- | ------------ | ------------------------------------------------------------------------------ |
| | Kari Lehtonen | Kapusok                                             | Jimmy Howard | Játékvezetők: Georg Jablukov Brent Reiber Vonalbírók: Petr Blumel Jesse Wilmot |
| \| \| 0–1 \| 16:19 – M. Pacioretty \| \| \| 0–2 \| 35:33 – K. Palmieri (C. Atkinson, C. Butler) \| \| \| 0–3 \| 37:56 – J. Faulk (A. Goligoski, M. Pacioretty) (PP) \| \| \| 0–4 \| 42:12 – C. Butler (J. Petry, C. Atkinson) \| \| \| 0–5 \| 44:08 – B. Ryan (C. Smith) \| |               |                                                     |              | Játékvezetők: Georg Jablukov Brent Reiber Vonalbírók: Petr Blumel Jesse Wilmot |
| 39 perc | Büntetések    | 6 perc                                              |              | Játékvezetők: Georg Jablukov Brent Reiber Vonalbírók: Petr Blumel Jesse Wilmot |
| 18 | Lövések       | 31                                                  |              | Játékvezetők: Georg Jablukov Brent Reiber Vonalbírók: Petr Blumel Jesse Wilmot |
| | 0–1           | 16:19 – M. Pacioretty                               |              | Játékvezetők: Georg Jablukov Brent Reiber Vonalbírók: Petr Blumel Jesse Wilmot |
| | 0–2           | 35:33 – K. Palmieri (C. Atkinson, C. Butler)        |              | Játékvezetők: Georg Jablukov Brent Reiber Vonalbírók: Petr Blumel Jesse Wilmot |
| | 0–3           | 37:56 – J. Faulk (A. Goligoski, M. Pacioretty) (PP) |              | Játékvezetők: Georg Jablukov Brent Reiber Vonalbírók: Petr Blumel Jesse Wilmot |
| | 0–4           | 42:12 – C. Butler (J. Petry, C. Atkinson)           |              |                                                                                |
| | 0–5           | 44:08 – B. Ryan (C. Smith)                          |              |                                                                                |

| 2012. május 13. 20:15 | Svájc | 0–1 (0–1, 0–0, 0–0) | Szlovákia | Hartwall Arena, Helsinki Nézőszám: 4257 |

| Jegyzőkönyv                                            | Jegyzőkönyv | Jegyzőkönyv                            | Jegyzőkönyv | Jegyzőkönyv                                                                      |
| ------------------------------------------------------ | ----------- | -------------------------------------- | ----------- | -------------------------------------------------------------------------------- |
|                                                        | Reto Berra  | Kapusok                                | Ján Laco    | Játékvezetők: David Lewis Steve Patafie Vonalbírók: Masi Puolakka Andre Schrader |
| \| \| 0–1 \| 18:13 – T. Tatar (J. Mikúš, M. Miklík) \| |             |                                        |             | Játékvezetők: David Lewis Steve Patafie Vonalbírók: Masi Puolakka Andre Schrader |
| 4 perc                                                 | Büntetések  | 2 perc                                 |             | Játékvezetők: David Lewis Steve Patafie Vonalbírók: Masi Puolakka Andre Schrader |
| 21                                                     | Lövések     | 30                                     |             | Játékvezetők: David Lewis Steve Patafie Vonalbírók: Masi Puolakka Andre Schrader |
|                                                        | 0–1         | 18:13 – T. Tatar (J. Mikúš, M. Miklík) |             | Játékvezetők: David Lewis Steve Patafie Vonalbírók: Masi Puolakka Andre Schrader |

| 2012. május 14. 16:15 | Fehéroroszország | 1–2 (1–0, 0–1, 0–1) | Franciaország | Hartwall Arena, Helsinki Nézőszám: 5583 |

| Jegyzőkönyv | Jegyzőkönyv                   | Jegyzőkönyv                                          | Jegyzőkönyv    | Jegyzőkönyv                                                                  |
| --- | ----------------------------- | ---------------------------------------------------- | -------------- | ---------------------------------------------------------------------------- |
| | Vitali Koval Dmitri Milchakov | Kapusok                                              | Cristobal Huet | Játékvezetők: Martin Fraňo Jari Levonen Vonalbírók: Jon Killian Sirko Schulz |
| \| A. Kaljuzsnij (A. Ugarov, D. Korobov) – 08:15 \| 1–0 \| \| \| \| 1–1 \| 37:57 – K. Hecquefeuille (V. Bachet, P-É. Bellemare) \| \| \| 1–2 \| 58:43 – Y. Auvitu (P-É. Bellemare, S. Da Costa) \| |                               |                                                      |                | Játékvezetők: Martin Fraňo Jari Levonen Vonalbírók: Jon Killian Sirko Schulz |
| 6 perc | Büntetések                    | 10 perc                                              |                | Játékvezetők: Martin Fraňo Jari Levonen Vonalbírók: Jon Killian Sirko Schulz |
| 22 | Lövések                       | 32                                                   |                | Játékvezetők: Martin Fraňo Jari Levonen Vonalbírók: Jon Killian Sirko Schulz |
| A. Kaljuzsnij (A. Ugarov, D. Korobov) – 08:15 | 1–0                           |                                                      |                | Játékvezetők: Martin Fraňo Jari Levonen Vonalbírók: Jon Killian Sirko Schulz |
| | 1–1                           | 37:57 – K. Hecquefeuille (V. Bachet, P-É. Bellemare) |                | Játékvezetők: Martin Fraňo Jari Levonen Vonalbírók: Jon Killian Sirko Schulz |
| | 1–2                           | 58:43 – Y. Auvitu (P-É. Bellemare, S. Da Costa)      |                | Játékvezetők: Martin Fraňo Jari Levonen Vonalbírók: Jon Killian Sirko Schulz |

| 2012. május 14. 20:15 | Kazahsztán | 1–4 (0–0, 0–3, 1–1) | Finnország | Hartwall Arena, Helsinki Nézőszám: 12 443 |

| Jegyzőkönyv | Jegyzőkönyv     | Jegyzőkönyv                                         | Jegyzőkönyv   | Jegyzőkönyv                                                                         |
| --- | --------------- | --------------------------------------------------- | ------------- | ----------------------------------------------------------------------------------- |
| | Vitaly Kolesnik | Kapusok                                             | Petri Vehanen | Játékvezetők: Antonín Jeřábek Christer Lärking Vonalbírók: Petr Blumel Jimmy Dahmen |
| \| \| 0–1 \| 24:02 – J. Jokinen (M. Mäenpää, V. Filppula) (PP) \| \| \| 0–2 \| 31:38 – M. Mäenpää (J. Hietanen, V. Filppula) (PP2) \| \| \| 0–3 \| 37:43 – V. Filppula (T. Kiiskinen, M. Koivu) \| \| \| 0–4 \| 41:15 – V. Filppula (M. Koivu, J. Hietanen) (PP) \| \| K. Puskarev (D. Upper, V. Novopasin) (PP) – 49:03 \| 1–4 \| \| |                 |                                                     |               | Játékvezetők: Antonín Jeřábek Christer Lärking Vonalbírók: Petr Blumel Jimmy Dahmen |
| 18 perc | Büntetések      | 10 perc                                             |               | Játékvezetők: Antonín Jeřábek Christer Lärking Vonalbírók: Petr Blumel Jimmy Dahmen |
| 18 | Lövések         | 48                                                  |               | Játékvezetők: Antonín Jeřábek Christer Lärking Vonalbírók: Petr Blumel Jimmy Dahmen |
| | 0–1             | 24:02 – J. Jokinen (M. Mäenpää, V. Filppula) (PP)   |               | Játékvezetők: Antonín Jeřábek Christer Lärking Vonalbírók: Petr Blumel Jimmy Dahmen |
| | 0–2             | 31:38 – M. Mäenpää (J. Hietanen, V. Filppula) (PP2) |               | Játékvezetők: Antonín Jeřábek Christer Lärking Vonalbírók: Petr Blumel Jimmy Dahmen |
| | 0–3             | 37:43 – V. Filppula (T. Kiiskinen, M. Koivu)        |               | Játékvezetők: Antonín Jeřábek Christer Lärking Vonalbírók: Petr Blumel Jimmy Dahmen |
| | 0–4             | 41:15 – V. Filppula (M. Koivu, J. Hietanen) (PP)    |               |                                                                                     |
| K. Puskarev (D. Upper, V. Novopasin) (PP) – 49:03 | 1–4             |                                                     |               |                                                                                     |

| 2012. május 15. 12:15 | Kanada | 5–1 (1–1, 3–0, 1–0) | Fehéroroszország | Hartwall Arena, Helsinki Nézőszám: 9140 |

| Jegyzőkönyv | Jegyzőkönyv | Jegyzőkönyv                                       | Jegyzőkönyv      | Jegyzőkönyv                                                                         |
| --- | ----------- | ------------------------------------------------- | ---------------- | ----------------------------------------------------------------------------------- |
| | Cam Ward    | Kapusok                                           | Dmitri Milchakov | Játékvezetők: Georg Jablukov Steve Patafie Vonalbírók: Masi Puolakka Andre Schrader |
| \| R. O'Reilly (A. Ladd, D. Keith) – 02:16 \| 1–0 \| \| \| \| 1–1 \| 14:25 – Sz. Koszcicin (J. Kovyrsin, A. Koszcicin) \| \| C. Perry (R. Getzlaf, D. Keith) (PP) – 29:10 \| 2–1 \| \| \| R. Getzlaf (E. Kane, C. Perry) – 32:46 \| 3–1 \| \| \| R. Nugent-Hopkins (J. Tavares, P. Sharp) (PP) – 34:11 \| 4–1 \| \| \| R. O'Reilly (A. Ladd) – 48:16 \| 5–1 \| \| |             |                                                   |                  | Játékvezetők: Georg Jablukov Steve Patafie Vonalbírók: Masi Puolakka Andre Schrader |
| 58 perc | Büntetések  | 45 perc                                           |                  | Játékvezetők: Georg Jablukov Steve Patafie Vonalbírók: Masi Puolakka Andre Schrader |
| 28 | Lövések     | 18                                                |                  | Játékvezetők: Georg Jablukov Steve Patafie Vonalbírók: Masi Puolakka Andre Schrader |
| R. O'Reilly (A. Ladd, D. Keith) – 02:16 | 1–0         |                                                   |                  | Játékvezetők: Georg Jablukov Steve Patafie Vonalbírók: Masi Puolakka Andre Schrader |
| | 1–1         | 14:25 – Sz. Koszcicin (J. Kovyrsin, A. Koszcicin) |                  | Játékvezetők: Georg Jablukov Steve Patafie Vonalbírók: Masi Puolakka Andre Schrader |
| C. Perry (R. Getzlaf, D. Keith) (PP) – 29:10 | 2–1         |                                                   |                  | Játékvezetők: Georg Jablukov Steve Patafie Vonalbírók: Masi Puolakka Andre Schrader |
| R. Getzlaf (E. Kane, C. Perry) – 32:46 | 3–1         |                                                   |                  |                                                                                     |
| R. Nugent-Hopkins (J. Tavares, P. Sharp) (PP) – 34:11 | 4–1         |                                                   |                  |                                                                                     |
| R. O'Reilly (A. Ladd) – 48:16 | 5–1         |                                                   |                  |                                                                                     |

| 2012. május 15. 16:15 | Szlovákia | 5–4 (2–2, 1–1, 2–1) | Franciaország | Hartwall Arena, Helsinki Nézőszám: 7481 |

| Jegyzőkönyv | Jegyzőkönyv | Jegyzőkönyv                                    | Jegyzőkönyv    | Jegyzőkönyv                                                                      |
| --- | ----------- | ---------------------------------------------- | -------------- | -------------------------------------------------------------------------------- |
| | Ján Laco    | Kapusok                                        | Cristobal Huet | Játékvezetők: Antonín Jeřábek Brent Reiber Vonalbírók: Sirko Schulz Jesse Wilmot |
| \| M. Bartovič (M. Bližňák, A. Sekera) – 02:36 \| 1–0 \| \| \| T. Kopecký (B. Radivojevič) – 06:50 \| 2–0 \| \| \| \| 2–1 \| 07:11 – Y. Treille (A. Rouleau, J. Desrosiers) \| \| \| 2–2 \| 15:00 – T. Da Costa \| \| M. Handzuš (Z. Chára, A. Sekera) (PP) – 35:26 \| 3–2 \| \| \| \| 3–3 \| 39:21 – D. Fleury (L. Meunier) \| \| B. Radivojevič – 40:39 \| 4–3 \| \| \| \| 4–4 \| 45:17 – A. Roussel (S. Da Costa) \| \| B. Radivojevič (A. Sekera) (PP) – 50:27 \| 5–4 \| \| |             |                                                |                | Játékvezetők: Antonín Jeřábek Brent Reiber Vonalbírók: Sirko Schulz Jesse Wilmot |
| 4 perc | Büntetések  | 20 perc                                        |                | Játékvezetők: Antonín Jeřábek Brent Reiber Vonalbírók: Sirko Schulz Jesse Wilmot |
| 29 | Lövések     | 28                                             |                | Játékvezetők: Antonín Jeřábek Brent Reiber Vonalbírók: Sirko Schulz Jesse Wilmot |
| M. Bartovič (M. Bližňák, A. Sekera) – 02:36 | 1–0         |                                                |                | Játékvezetők: Antonín Jeřábek Brent Reiber Vonalbírók: Sirko Schulz Jesse Wilmot |
| T. Kopecký (B. Radivojevič) – 06:50 | 2–0         |                                                |                | Játékvezetők: Antonín Jeřábek Brent Reiber Vonalbírók: Sirko Schulz Jesse Wilmot |
| | 2–1         | 07:11 – Y. Treille (A. Rouleau, J. Desrosiers) |                | Játékvezetők: Antonín Jeřábek Brent Reiber Vonalbírók: Sirko Schulz Jesse Wilmot |
| | 2–2         | 15:00 – T. Da Costa                            |                |                                                                                  |
| M. Handzuš (Z. Chára, A. Sekera) (PP) – 35:26 | 3–2         |                                                |                |                                                                                  |
| | 3–3         | 39:21 – D. Fleury (L. Meunier)                 |                |                                                                                  |
| B. Radivojevič – 40:39 | 4–3         |                                                |                |                                                                                  |
| | 4–4         | 45:17 – A. Roussel (S. Da Costa)               |                |                                                                                  |
| B. Radivojevič (A. Sekera) (PP) – 50:27 | 5–4         |                                                |                |                                                                                  |

| 2012. május 15. 20:15 | Egyesült Államok | 5–2 (0–0, 2–1, 3–1) | Svájc | Hartwall Arena, Helsinki Nézőszám: 9212 |

| Jegyzőkönyv | Jegyzőkönyv  | Jegyzőkönyv                                | Jegyzőkönyv | Jegyzőkönyv                                                                           |
| --- | ------------ | ------------------------------------------ | ----------- | ------------------------------------------------------------------------------------- |
| | Jimmy Howard | Kapusok                                    | Reto Berra  | Játékvezetők: Martin Fraňo Christer Lärking Vonalbírók: Jon Killian Szergej Seljanyin |
| \| \| 0–1 \| 20:21 – I. Ruthemann (D. Brunner, K. Romy) \| \| B. Ryan (M. Pacioretty, C. Fowler) – 22:39 \| 1–1 \| \| \| C. Fowler (P. Stastny) – 36:52 \| 2–1 \| \| \| P. Stastny (B. Ryan, M. Pacioretty) (PP) – 45:22 \| 3–1 \| \| \| A. Goligoski (J. Abdelkader, K. Palmieri) – 46:04 \| 4–1 \| \| \| \| 4–2 \| 54:43 – M. Trachsler (B. Pluss, R. Josi) \| \| J. Petry (P. Stastny) – 54:59 \| 5–2 \| \| |              |                                            |             | Játékvezetők: Martin Fraňo Christer Lärking Vonalbírók: Jon Killian Szergej Seljanyin |
| 10 perc | Büntetések   | 8 perc                                     |             | Játékvezetők: Martin Fraňo Christer Lärking Vonalbírók: Jon Killian Szergej Seljanyin |
| 24 | Lövések      | 27                                         |             | Játékvezetők: Martin Fraňo Christer Lärking Vonalbírók: Jon Killian Szergej Seljanyin |
| | 0–1          | 20:21 – I. Ruthemann (D. Brunner, K. Romy) |             | Játékvezetők: Martin Fraňo Christer Lärking Vonalbírók: Jon Killian Szergej Seljanyin |
| B. Ryan (M. Pacioretty, C. Fowler) – 22:39 | 1–1          |                                            |             | Játékvezetők: Martin Fraňo Christer Lärking Vonalbírók: Jon Killian Szergej Seljanyin |
| C. Fowler (P. Stastny) – 36:52 | 2–1          |                                            |             | Játékvezetők: Martin Fraňo Christer Lärking Vonalbírók: Jon Killian Szergej Seljanyin |
| P. Stastny (B. Ryan, M. Pacioretty) (PP) – 45:22 | 3–1          |                                            |             |                                                                                       |
| A. Goligoski (J. Abdelkader, K. Palmieri) – 46:04 | 4–1          |                                            |             |                                                                                       |
| | 4–2          | 54:43 – M. Trachsler (B. Pluss, R. Josi)   |             |                                                                                       |
| J. Petry (P. Stastny) – 54:59 | 5–2          |                                            |             |                                                                                       |

### S csoport
| Csapat      | M | Gy | HGy | HV | V | G+ | G- | Gk  | P  |
| ----------- | - | -- | --- | -- | - | -- | -- | --- | -- |
| Oroszország | 7 | 7  | 0   | 0  | 0 | 27 | 8  | +19 | 21 |
| Svédország  | 7 | 6  | 0   | 0  | 1 | 29 | 15 | +14 | 18 |
| Csehország  | 7 | 4  | 1   | 0  | 2 | 24 | 11 | +13 | 14 |
| Norvégia    | 7 | 4  | 0   | 1  | 2 | 33 | 19 | +14 | 13 |
| Lettország  | 7 | 2  | 0   | 0  | 5 | 11 | 19 | -8  | 6  |
| Németország | 7 | 2  | 0   | 0  | 5 | 14 | 31 | -17 | 6  |
| Dánia       | 7 | 1  | 0   | 1  | 5 | 13 | 23 | -10 | 4  |
| Olaszország | 7 | 0  | 1   | 0  | 6 | 6  | 31 | -25 | 2  |

| 2012. május 4. 12:15 | Németország | 3–0 (1–0, 1–0, 1–0) | Olaszország | Ericsson Globe, Stockholm Nézőszám: 1033 |

| Jegyzőkönyv | Jegyzőkönyv   | Jegyzőkönyv | Jegyzőkönyv       | Jegyzőkönyv                                                                              |
| --- | ------------- | ----------- | ----------------- | ---------------------------------------------------------------------------------------- |
| | Dennis Endras | Kapusok     | Daniel Bellissimo | Játékvezetők: Danny Kurmann Steve Patafie Vonalbírók: Pierre Dehaen François Dussureault |
| \| C. Schubert (C. Ullmann) – 16:16 \| 1–0 \| \| \| P. Reimer (C. Ullmann, P. Gogulla) – 22:42 \| 2–0 \| \| \| C. Fischer (P. Gogulla, C. Ullmann) (PP) – 45:11 \| 3–0 \| \| |               |             |                   | Játékvezetők: Danny Kurmann Steve Patafie Vonalbírók: Pierre Dehaen François Dussureault |
| 6 perc | Büntetések    | 10 perc     |                   | Játékvezetők: Danny Kurmann Steve Patafie Vonalbírók: Pierre Dehaen François Dussureault |
| 46 | Lövések       | 22          |                   | Játékvezetők: Danny Kurmann Steve Patafie Vonalbírók: Pierre Dehaen François Dussureault |
| C. Schubert (C. Ullmann) – 16:16 | 1–0           |             |                   | Játékvezetők: Danny Kurmann Steve Patafie Vonalbírók: Pierre Dehaen François Dussureault |
| P. Reimer (C. Ullmann, P. Gogulla) – 22:42 | 2–0           |             |                   | Játékvezetők: Danny Kurmann Steve Patafie Vonalbírók: Pierre Dehaen François Dussureault |
| C. Fischer (P. Gogulla, C. Ullmann) (PP) – 45:11 | 3–0           |             |                   | Játékvezetők: Danny Kurmann Steve Patafie Vonalbírók: Pierre Dehaen François Dussureault |

| 2012. május 4. 16:15 | Csehország | 2–0 (0–0, 1–0, 1–0) | Dánia | Ericsson Globe, Stockholm Nézőszám: 1610 |

| Jegyzőkönyv | Jegyzőkönyv | Jegyzőkönyv | Jegyzőkönyv       | Jegyzőkönyv                                                                         |
| --- | ----------- | ----------- | ----------------- | ----------------------------------------------------------------------------------- |
| | Jakub Kovář | Kapusok     | Frederik Andersen | Játékvezetők: Keith Kaval David Lewis Vonalbírók: Jonathan Morisson Sakari Suominen |
| \| A. Hemsky (P. Nedvěd, T. Plekanec) – 39:55 \| 1–0 \| \| \| P. Tenkrát (M. Frolík, T. Plekanec) – 57:21 \| 2–0 \| \| |             |             |                   | Játékvezetők: Keith Kaval David Lewis Vonalbírók: Jonathan Morisson Sakari Suominen |
| 8 perc | Büntetések  | 8 perc      |                   | Játékvezetők: Keith Kaval David Lewis Vonalbírók: Jonathan Morisson Sakari Suominen |
| 24 | Lövések     | 26          |                   | Játékvezetők: Keith Kaval David Lewis Vonalbírók: Jonathan Morisson Sakari Suominen |
| A. Hemsky (P. Nedvěd, T. Plekanec) – 39:55                                                                             | 1–0         |             |                   | Játékvezetők: Keith Kaval David Lewis Vonalbírók: Jonathan Morisson Sakari Suominen |
| P. Tenkrát (M. Frolík, T. Plekanec) – 57:21                                                                            | 2–0         |             |                   | Játékvezetők: Keith Kaval David Lewis Vonalbírók: Jonathan Morisson Sakari Suominen |

| 2012. május 4. 20:15 | Svédország | 3–1 (1–0, 1–1, 1–0) | Norvégia | Ericsson Globe, Stockholm Nézőszám: 7770 |

| Jegyzőkönyv | Jegyzőkönyv   | Jegyzőkönyv                  | Jegyzőkönyv | Jegyzőkönyv                                                                            |
| --- | ------------- | ---------------------------- | ----------- | -------------------------------------------------------------------------------------- |
| | Jhonas Enroth | Kapusok                      | Lars Haugen | Játékvezetők: Vladimír Baluška Brent Reiber Vonalbírók: Anton Semionov Miroslav Valach |
| \| J. Silfverberg (E. Karlsson, C. Jarnkrok) (PP) – 16:48 \| 1–0 \| \| \| \| 1–1 \| M. Hansen (P. Skroder) 20:20 \| \| M. Krüger (N. Hjalmarsson, D. Alfredsson) – 22:29 \| 2–1 \| \| \| L. Eriksson (H. Zetterberg, D. Alfredsson) – 44:18 \| 3-1 \| \| |               |                              |             | Játékvezetők: Vladimír Baluška Brent Reiber Vonalbírók: Anton Semionov Miroslav Valach |
| 18 perc | Büntetések    | 16 perc                      |             | Játékvezetők: Vladimír Baluška Brent Reiber Vonalbírók: Anton Semionov Miroslav Valach |
| 44 | Lövések       | 20                           |             | Játékvezetők: Vladimír Baluška Brent Reiber Vonalbírók: Anton Semionov Miroslav Valach |
| J. Silfverberg (E. Karlsson, C. Jarnkrok) (PP) – 16:48 | 1–0           |                              |             | Játékvezetők: Vladimír Baluška Brent Reiber Vonalbírók: Anton Semionov Miroslav Valach |
| | 1–1           | M. Hansen (P. Skroder) 20:20 |             | Játékvezetők: Vladimír Baluška Brent Reiber Vonalbírók: Anton Semionov Miroslav Valach |
| M. Krüger (N. Hjalmarsson, D. Alfredsson) – 22:29 | 2–1           |                              |             | Játékvezetők: Vladimír Baluška Brent Reiber Vonalbírók: Anton Semionov Miroslav Valach |
| L. Eriksson (H. Zetterberg, D. Alfredsson) – 44:18 | 3-1           |                              |             |                                                                                        |

| 2012. május 5. 15:00 | Lettország | 2–5 (1–0, 0–2, 1–3) | Oroszország | Ericsson Globe, Stockholm Nézőszám: 2589 |

| Jegyzőkönyv | Jegyzőkönyv      | Jegyzőkönyv                                         | Jegyzőkönyv     | Jegyzőkönyv                                                                            |
| --- | ---------------- | --------------------------------------------------- | --------------- | -------------------------------------------------------------------------------------- |
| | Edgars Masaļskis | Kapusok                                             | Semyon Varlamov | Játékvezetők: Keith Kaval David Lewis Vonalbírók: François Dussureault Sakari Suominen |
| \| M. Indrašis (G. Galviņš, J. Sprukts) – 11:32 \| 1–0 \| \| \| \| 1–1 \| 33:45 – I. Nyikulin (A. Perezsogin, J. Malkin) (PP) \| \| \| 1–2 \| 36:29 – J. Malkin (I. Nyikulin) (PP) \| \| \| 1–3 \| 45:03 – J. Malkin (A. Popov) \| \| \| 1–4 \| 50:53 – A. Popov (A. Perezsogin) \| \| M. Cipulis (G. Pujacs, O. Bārtulis) – 55:21 \| 2–4 \| \| \| \| 2–5 \| 56:53 – J. Kuznyecov (Ny. Kuljomin) \| |                  |                                                     |                 | Játékvezetők: Keith Kaval David Lewis Vonalbírók: François Dussureault Sakari Suominen |
| 6 perc | Büntetések       | 8 perc                                              |                 | Játékvezetők: Keith Kaval David Lewis Vonalbírók: François Dussureault Sakari Suominen |
| 26 | Lövések          | 40                                                  |                 | Játékvezetők: Keith Kaval David Lewis Vonalbírók: François Dussureault Sakari Suominen |
| M. Indrašis (G. Galviņš, J. Sprukts) – 11:32 | 1–0              |                                                     |                 | Játékvezetők: Keith Kaval David Lewis Vonalbírók: François Dussureault Sakari Suominen |
| | 1–1              | 33:45 – I. Nyikulin (A. Perezsogin, J. Malkin) (PP) |                 | Játékvezetők: Keith Kaval David Lewis Vonalbírók: François Dussureault Sakari Suominen |
| | 1–2              | 36:29 – J. Malkin (I. Nyikulin) (PP)                |                 | Játékvezetők: Keith Kaval David Lewis Vonalbírók: François Dussureault Sakari Suominen |
| | 1–3              | 45:03 – J. Malkin (A. Popov)                        |                 |                                                                                        |
| | 1–4              | 50:53 – A. Popov (A. Perezsogin)                    |                 |                                                                                        |
| M. Cipulis (G. Pujacs, O. Bārtulis) – 55:21 | 2–4              |                                                     |                 |                                                                                        |
| | 2–5              | 56:53 – J. Kuznyecov (Ny. Kuljomin)                 |                 |                                                                                        |

| 2012. május 5. 19:00 | Svédország | 4–1 (1–0, 1–0, 2–1) | Csehország | Ericsson Globe, Stockholm Nézőszám: 10 076 |

| Jegyzőkönyv | Jegyzőkönyv  | Jegyzőkönyv           | Jegyzőkönyv    | Jegyzőkönyv                                                                |
| --- | ------------ | --------------------- | -------------- | -------------------------------------------------------------------------- |
| | Viktor Fasth | Kapusok               | Jakub Štěpánek | Játékvezetők: Antti Boman Jari Levonen Vonalbírók: Roger Arm Ivan Gyedovla |
| \| J. Franzén (L. Eriksson, H. Zetterberg) – 02:42 \| 1–0 \| \| \| N. Kronwall (H. Zetterberg, L. Eriksson) – 20:50 \| 2–0 \| \| \| \| 2–1 \| 43:44 – J. Petružálek \| \| J. Lundqvist (N. Persson, J. Larsson) – 50:24 \| 3–1 \| \| \| N. Persson (V. Hedman, J. Lundqvist) (ENG) – 58:04 \| 4–1 \| \| |              |                       |                | Játékvezetők: Antti Boman Jari Levonen Vonalbírók: Roger Arm Ivan Gyedovla |
| 8 perc | Büntetések   | 6 perc                |                | Játékvezetők: Antti Boman Jari Levonen Vonalbírók: Roger Arm Ivan Gyedovla |
| 20 | Lövések      | 17                    |                | Játékvezetők: Antti Boman Jari Levonen Vonalbírók: Roger Arm Ivan Gyedovla |
| J. Franzén (L. Eriksson, H. Zetterberg) – 02:42 | 1–0          |                       |                | Játékvezetők: Antti Boman Jari Levonen Vonalbírók: Roger Arm Ivan Gyedovla |
| N. Kronwall (H. Zetterberg, L. Eriksson) – 20:50 | 2–0          |                       |                | Játékvezetők: Antti Boman Jari Levonen Vonalbírók: Roger Arm Ivan Gyedovla |
| | 2–1          | 43:44 – J. Petružálek |                | Játékvezetők: Antti Boman Jari Levonen Vonalbírók: Roger Arm Ivan Gyedovla |
| J. Lundqvist (N. Persson, J. Larsson) – 50:24 | 3–1          |                       |                |                                                                            |
| N. Persson (V. Hedman, J. Lundqvist) (ENG) – 58:04 | 4–1          |                       |                |                                                                            |

| 2012. május 6. 12:15 | Dánia | 3–4 (h.u.) (0–2, 3–1, 0–0; 0–1) | Olaszország | Ericsson Globe, Stockholm Nézőszám: 2878 |

| Jegyzőkönyv | Jegyzőkönyv       | Jegyzőkönyv                                      | Jegyzőkönyv       | Jegyzőkönyv                                                                          |
| --- | ----------------- | ------------------------------------------------ | ----------------- | ------------------------------------------------------------------------------------ |
| | Frederik Andersen | Kapusok                                          | Daniel Bellissimo | Játékvezetők: Vladimír Baluška Antti Boman Vonalbírók: Ivan Gyedovla Miroslav Valach |
| \| \| 0–1 \| 14:12 – L. Ansoldi (G. Scandella) \| \| \| 0–2 \| 14:30 – M. de Marchi (N. Fontanive) \| \| L. Eller (F. Nielsen, J. Jensen B) – 20:14 \| 1–2 \| \| \| J. Jensen (M. Green, D. Nielsen) (PP) – 24:42 \| 2–2 \| \| \| J. Jensen – 31:53 \| 3–2 \| \| \| \| 3–3 \| 33:56 – M. de Marchi (G. Scandella, N. Plastino) \| \| \| 3–4 \| 60:52 – G. Scandella \| |                   |                                                  |                   | Játékvezetők: Vladimír Baluška Antti Boman Vonalbírók: Ivan Gyedovla Miroslav Valach |
| 6 perc | Büntetések        | 8 perc                                           |                   | Játékvezetők: Vladimír Baluška Antti Boman Vonalbírók: Ivan Gyedovla Miroslav Valach |
| 35 | Lövések           | 24                                               |                   | Játékvezetők: Vladimír Baluška Antti Boman Vonalbírók: Ivan Gyedovla Miroslav Valach |
| | 0–1               | 14:12 – L. Ansoldi (G. Scandella)                |                   | Játékvezetők: Vladimír Baluška Antti Boman Vonalbírók: Ivan Gyedovla Miroslav Valach |
| | 0–2               | 14:30 – M. de Marchi (N. Fontanive)              |                   | Játékvezetők: Vladimír Baluška Antti Boman Vonalbírók: Ivan Gyedovla Miroslav Valach |
| L. Eller (F. Nielsen, J. Jensen B) – 20:14 | 1–2               |                                                  |                   | Játékvezetők: Vladimír Baluška Antti Boman Vonalbírók: Ivan Gyedovla Miroslav Valach |
| J. Jensen (M. Green, D. Nielsen) (PP) – 24:42 | 2–2               |                                                  |                   |                                                                                      |
| J. Jensen – 31:53 | 3–2               |                                                  |                   |                                                                                      |
| | 3–3               | 33:56 – M. de Marchi (G. Scandella, N. Plastino) |                   |                                                                                      |
| | 3–4               | 60:52 – G. Scandella                             |                   |                                                                                      |

| 2012. május 6. 16:15 | Oroszország | 4–2 (0–0, 3–2, 1–0) | Norvégia | Ericsson Globe, Stockholm Nézőszám: 4438 |

| Jegyzőkönyv | Jegyzőkönyv     | Jegyzőkönyv                                     | Jegyzőkönyv | Jegyzőkönyv                                                                       |
| --- | --------------- | ----------------------------------------------- | ----------- | --------------------------------------------------------------------------------- |
| | Semyon Varlamov | Kapusok                                         | Lars Volden | Játékvezetők: Danny Kurmann Steve Patafie Vonalbírók: Roger Arm Jonathan Morisson |
| \| J. Kuznyecov (D. Kalinyin, A. Emelin) (PP) – 21:21 \| 1–0 \| \| \| D. Denisov (J. Medvegyev, J. Kuznyecov) – 27:01 \| 2–0 \| \| \| \| 2–1 \| 30:34 – M. Ask (J. Holøs, P. Thoresen) (PP2) \| \| Ny. Kuljomin (J. Malkin) – 32:46 \| 3–1 \| \| \| \| 3–2 \| 35:52 – M. Holtet (P-Å. Skrøder, J. Holøs) (PP) \| \| A. Perezsogin (J. Malkin) – 40:40 \| 4–2 \| \| |                 |                                                 |             | Játékvezetők: Danny Kurmann Steve Patafie Vonalbírók: Roger Arm Jonathan Morisson |
| 8 perc | Büntetések      | 10 perc                                         |             | Játékvezetők: Danny Kurmann Steve Patafie Vonalbírók: Roger Arm Jonathan Morisson |
| 46 | Lövések         | 21                                              |             | Játékvezetők: Danny Kurmann Steve Patafie Vonalbírók: Roger Arm Jonathan Morisson |
| J. Kuznyecov (D. Kalinyin, A. Emelin) (PP) – 21:21 | 1–0             |                                                 |             | Játékvezetők: Danny Kurmann Steve Patafie Vonalbírók: Roger Arm Jonathan Morisson |
| D. Denisov (J. Medvegyev, J. Kuznyecov) – 27:01 | 2–0             |                                                 |             | Játékvezetők: Danny Kurmann Steve Patafie Vonalbírók: Roger Arm Jonathan Morisson |
| | 2–1             | 30:34 – M. Ask (J. Holøs, P. Thoresen) (PP2)    |             | Játékvezetők: Danny Kurmann Steve Patafie Vonalbírók: Roger Arm Jonathan Morisson |
| Ny. Kuljomin (J. Malkin) – 32:46 | 3–1             |                                                 |             |                                                                                   |
| | 3–2             | 35:52 – M. Holtet (P-Å. Skrøder, J. Holøs) (PP) |             |                                                                                   |
| A. Perezsogin (J. Malkin) – 40:40 | 4–2             |                                                 |             |                                                                                   |

| 2012. május 6. 20:15 | Németország | 2–3 (0–1, 2–1, 0–1) | Lettország | Ericsson Globe, Stockholm Nézőszám: 4162 |

| Jegyzőkönyv | Jegyzőkönyv   | Jegyzőkönyv                                  | Jegyzőkönyv      | Jegyzőkönyv                                                                      |
| --- | ------------- | -------------------------------------------- | ---------------- | -------------------------------------------------------------------------------- |
| | Dennis Endras | Kapusok                                      | Edgars Masaļskis | Játékvezetők: Jari Levonen Brent Reiber Vonalbírók: Pierre Dehaen Anton Semionov |
| \| \| 0–1 \| 11:09 – M. Indrašis (J. Sprukts, G. Galviņš) \| \| \| 0–2 \| 23:10 – M. Rēdlihs (J. Sprukts, M. Indrašis) \| \| J. Tripp (K. Hospelt, K. Lavallee) – 24:58 \| 1–2 \| \| \| K. Hospelt (P. Reimer, P. Gogulla) – 32:03 \| 2–2 \| \| \| \| 2–3 \| 52:15 – A. Širokovs (K. Daugaviņš) (PP) \| |               |                                              |                  | Játékvezetők: Jari Levonen Brent Reiber Vonalbírók: Pierre Dehaen Anton Semionov |
| 6 perc | Büntetések    | 0 perc                                       |                  | Játékvezetők: Jari Levonen Brent Reiber Vonalbírók: Pierre Dehaen Anton Semionov |
| 37 | Lövések       | 27                                           |                  | Játékvezetők: Jari Levonen Brent Reiber Vonalbírók: Pierre Dehaen Anton Semionov |
| | 0–1           | 11:09 – M. Indrašis (J. Sprukts, G. Galviņš) |                  | Játékvezetők: Jari Levonen Brent Reiber Vonalbírók: Pierre Dehaen Anton Semionov |
| | 0–2           | 23:10 – M. Rēdlihs (J. Sprukts, M. Indrašis) |                  | Játékvezetők: Jari Levonen Brent Reiber Vonalbírók: Pierre Dehaen Anton Semionov |
| J. Tripp (K. Hospelt, K. Lavallee) – 24:58 | 1–2           |                                              |                  | Játékvezetők: Jari Levonen Brent Reiber Vonalbírók: Pierre Dehaen Anton Semionov |
| K. Hospelt (P. Reimer, P. Gogulla) – 32:03 | 2–2           |                                              |                  |                                                                                  |
| | 2–3           | 52:15 – A. Širokovs (K. Daugaviņš) (PP)      |                  |                                                                                  |

| 2012. május 7. 16:15 | Csehország | 4–3 (1–1, 1–1, 1–1; 0–0; 1–0) | Norvégia | Ericsson Globe, Stockholm Nézőszám: 3383 |

| Jegyzőkönyv | Jegyzőkönyv | Jegyzőkönyv                                  | Jegyzőkönyv | Jegyzőkönyv                                                                           |
| --- | ----------- | -------------------------------------------- | ----------- | ------------------------------------------------------------------------------------- |
| | Jakub Kovář | Kapusok                                      | Lars Haugen | Játékvezetők: David Lewis Brent Reiber Vonalbírók: Pierre Dehaen François Dussureault |
| \| \| 0–1 \| 11:16 – M. Olimb (J. Holøs, M. Ask) (PP2) \| \| A. Hemsky (P. Nedvěd) – 16:41 \| 1–1 \| \| \| \| 1–2 \| 21:39 – LE. Spets (A. Bastiansen, M. Olimb) \| \| D. Krejčí (P. Tenkrát) – 37:04 \| 2–2 \| \| \| M. Frolík (T. Plekanec, M. Michálek) – 47:56 \| 3–2 \| \| \| \| 3–3 \| 50:51 – J. Holøs (A. Bonsaksen, P. Thoresen) \| |             |                                              |             | Játékvezetők: David Lewis Brent Reiber Vonalbírók: Pierre Dehaen François Dussureault |
| A. Hemsky P. Nedvěd D. Krejčí | Szétlövés   | P.-Å. Skrøder P. Thoresen M. Ask             |             | Játékvezetők: David Lewis Brent Reiber Vonalbírók: Pierre Dehaen François Dussureault |
| 8 perc | Büntetések  | 4 perc                                       |             | Játékvezetők: David Lewis Brent Reiber Vonalbírók: Pierre Dehaen François Dussureault |
| 31 | Lövések     | 31                                           |             | Játékvezetők: David Lewis Brent Reiber Vonalbírók: Pierre Dehaen François Dussureault |
| | 0–1         | 11:16 – M. Olimb (J. Holøs, M. Ask) (PP2)    |             | Játékvezetők: David Lewis Brent Reiber Vonalbírók: Pierre Dehaen François Dussureault |
| A. Hemsky (P. Nedvěd) – 16:41 | 1–1         |                                              |             | Játékvezetők: David Lewis Brent Reiber Vonalbírók: Pierre Dehaen François Dussureault |
| | 1–2         | 21:39 – LE. Spets (A. Bastiansen, M. Olimb)  |             |                                                                                       |
| D. Krejčí (P. Tenkrát) – 37:04 | 2–2         |                                              |             |                                                                                       |
| M. Frolík (T. Plekanec, M. Michálek) – 47:56 | 3–2         |                                              |             |                                                                                       |
| | 3–3         | 50:51 – J. Holøs (A. Bonsaksen, P. Thoresen) |             |                                                                                       |

| 2012. május 7. 20:15 | Dánia | 4–6 (1–4, 1–2, 2–0) | Svédország | Ericsson Globe, Stockholm Nézőszám: 8119 |

| Jegyzőkönyv | Jegyzőkönyv       | Jegyzőkönyv                                          | Jegyzőkönyv   | Jegyzőkönyv                                                                         |
| --- | ----------------- | ---------------------------------------------------- | ------------- | ----------------------------------------------------------------------------------- |
| | Frederik Andersen | Kapusok                                              | Jhonas Enroth | Játékvezetők: Keith Kaval Steve Patafie Vonalbírók: Sakari Suominen Miroslav Valach |
| \| \| 0–1 \| 02:06 – V. Stålberg (M. Krüger, N. Hjalmarsson) \| \| \| 0–2 \| 06:06 – L. Eriksson (J. Franzén) (PP) \| \| \| 0–3 \| 11:05 – L. Eriksson (H. Zetterberg, J. Franzén) (PP) \| \| \| 0–4 \| 11:43 – V. Stålberg (M. Krüger, G. Landeskog) \| \| N. Hardt (J. Hansen, P. Larsen) (PP2) – 18:27 \| 1–4 \| \| \| \| 1–5 \| 20:43 – D. Alfredsson (L. Eriksson, S. Kronwall) \| \| \| 1–6 \| 29:16 – H. Zetterberg (S. Kronwall, J. Franzén) \| \| N. Hardt (F. Nielsen, L. Eller) (PP) – 38:47 \| 2–6 \| \| \| L. Eller (N. Hardt, F. Nielsen) – 40:21 \| 3–6 \| \| \| M. Green (J. Hansen, D. Nielsen) – 51:27 \| 4–6 \| \| |                   |                                                      |               | Játékvezetők: Keith Kaval Steve Patafie Vonalbírók: Sakari Suominen Miroslav Valach |
| 10 perc | Büntetések        | 12 perc                                              |               | Játékvezetők: Keith Kaval Steve Patafie Vonalbírók: Sakari Suominen Miroslav Valach |
| 18 | Lövések           | 42                                                   |               | Játékvezetők: Keith Kaval Steve Patafie Vonalbírók: Sakari Suominen Miroslav Valach |
| | 0–1               | 02:06 – V. Stålberg (M. Krüger, N. Hjalmarsson)      |               | Játékvezetők: Keith Kaval Steve Patafie Vonalbírók: Sakari Suominen Miroslav Valach |
| | 0–2               | 06:06 – L. Eriksson (J. Franzén) (PP)                |               | Játékvezetők: Keith Kaval Steve Patafie Vonalbírók: Sakari Suominen Miroslav Valach |
| | 0–3               | 11:05 – L. Eriksson (H. Zetterberg, J. Franzén) (PP) |               | Játékvezetők: Keith Kaval Steve Patafie Vonalbírók: Sakari Suominen Miroslav Valach |
| | 0–4               | 11:43 – V. Stålberg (M. Krüger, G. Landeskog)        |               |                                                                                     |
| N. Hardt (J. Hansen, P. Larsen) (PP2) – 18:27 | 1–4               |                                                      |               |                                                                                     |
| | 1–5               | 20:43 – D. Alfredsson (L. Eriksson, S. Kronwall)     |               |                                                                                     |
| | 1–6               | 29:16 – H. Zetterberg (S. Kronwall, J. Franzén)      |               |                                                                                     |
| N. Hardt (F. Nielsen, L. Eller) (PP) – 38:47 | 2–6               |                                                      |               |                                                                                     |
| L. Eller (N. Hardt, F. Nielsen) – 40:21 | 3–6               |                                                      |               |                                                                                     |
| M. Green (J. Hansen, D. Nielsen) – 51:27 | 4–6               |                                                      |               |                                                                                     |

| 2012. május 8. 20:15 | Lettország | 5–0 (1–0, 2–0, 2–0) | Olaszország | Ericsson Globe, Stockholm Nézőszám: 2785 |

| Jegyzőkönyv | Jegyzőkönyv      | Jegyzőkönyv | Jegyzőkönyv                      | Jegyzőkönyv                                                                                  |
| --- | ---------------- | ----------- | -------------------------------- | -------------------------------------------------------------------------------------------- |
| | Edgars Masaļskis | Kapusok     | Daniel Bellissimo Thomas Tragust | Játékvezetők: Keith Kaval Konsztantyin Olenyin Vonalbírók: Jonathan Morisson Sakari Suominen |
| \| R. Ķēniņš (A. Bērziņš) – 18:24 \| 1–0 \| \| \| G. Meija (R. Ķēniņš, O. Bārtulis) – 24:16 \| 2–0 \| \| \| O. Bārtulis (M. Cipulis) – 37:54 \| 3–0 \| \| \| M. Indrašis (J. Sprukts, G. Galviņš) – 40:43 \| 4–0 \| \| \| K. Rēdlihs (PP) – 42:31 \| 5–0 \| \| |                  |             |                                  | Játékvezetők: Keith Kaval Konsztantyin Olenyin Vonalbírók: Jonathan Morisson Sakari Suominen |
| 4 perc | Büntetések       | 14 perc     |                                  | Játékvezetők: Keith Kaval Konsztantyin Olenyin Vonalbírók: Jonathan Morisson Sakari Suominen |
| 35 | Lövések          | 23          |                                  | Játékvezetők: Keith Kaval Konsztantyin Olenyin Vonalbírók: Jonathan Morisson Sakari Suominen |
| R. Ķēniņš (A. Bērziņš) – 18:24 | 1–0              |             |                                  | Játékvezetők: Keith Kaval Konsztantyin Olenyin Vonalbírók: Jonathan Morisson Sakari Suominen |
| G. Meija (R. Ķēniņš, O. Bārtulis) – 24:16 | 2–0              |             |                                  | Játékvezetők: Keith Kaval Konsztantyin Olenyin Vonalbírók: Jonathan Morisson Sakari Suominen |
| O. Bārtulis (M. Cipulis) – 37:54 | 3–0              |             |                                  | Játékvezetők: Keith Kaval Konsztantyin Olenyin Vonalbírók: Jonathan Morisson Sakari Suominen |
| M. Indrašis (J. Sprukts, G. Galviņš) – 40:43 | 4–0              |             |                                  |                                                                                              |
| K. Rēdlihs (PP) – 42:31 | 5–0              |             |                                  |                                                                                              |

| 2012. május 8. 20:15 | Oroszország | 2–0 (1–0, 0–0, 1–0) | Németország | Ericsson Globe, Stockholm Nézőszám: 2897 |

| Jegyzőkönyv | Jegyzőkönyv     | Jegyzőkönyv | Jegyzőkönyv       | Jegyzőkönyv                                                                               |
| --- | --------------- | ----------- | ----------------- | ----------------------------------------------------------------------------------------- |
| | Semyon Varlamov | Kapusok     | Dimitri Kotschnew | Játékvezetők: Vladimír Baluška Antti Boman Vonalbírók: Ivan Gyedovla François Dussureault |
| \| Ny. Zsergyev (J. Medvegyev, J. Malkin) – 19:51 \| 1–0 \| \| \| A. Tyerescsenko (Sz. Sirokov, Ny. Zsergyev) – 50:35 \| 2–0 \| \| |                 |             |                   | Játékvezetők: Vladimír Baluška Antti Boman Vonalbírók: Ivan Gyedovla François Dussureault |
| 10 perc | Büntetések      | 10 perc     |                   | Játékvezetők: Vladimír Baluška Antti Boman Vonalbírók: Ivan Gyedovla François Dussureault |
| 26 | Lövések         | 30          |                   | Játékvezetők: Vladimír Baluška Antti Boman Vonalbírók: Ivan Gyedovla François Dussureault |
| Ny. Zsergyev (J. Medvegyev, J. Malkin) – 19:51                                                                                     | 1–0             |             |                   | Játékvezetők: Vladimír Baluška Antti Boman Vonalbírók: Ivan Gyedovla François Dussureault |
| A. Tyerescsenko (Sz. Sirokov, Ny. Zsergyev) – 50:35                                                                                | 2–0             |             |                   | Játékvezetők: Vladimír Baluška Antti Boman Vonalbírók: Ivan Gyedovla François Dussureault |

| 2012. május 9. 16:15 | Norvégia | 6–2 (2–1, 2–1, 2–0) | Olaszország | Ericsson Globe, Stockholm Nézőszám: 1357 |

| Jegyzőkönyv | Jegyzőkönyv | Jegyzőkönyv                                 | Jegyzőkönyv       | Jegyzőkönyv                                                                              |
| --- | ----------- | ------------------------------------------- | ----------------- | ---------------------------------------------------------------------------------------- |
| | Lars Haugen | Kapusok                                     | Daniel Bellissimo | Játékvezetők: Vladimír Baluška Vjacseszlav Bulanov Vonalbírók: Roger Arm Anton Szemjonov |
| \| M. Trygg (M. Olimb) – 03:06 \| 1–0 \| \| \| \| 1–1 \| 05:11 – L. Ansoldi (D. Tudin) \| \| P. Thoresen (P-Å. Skrøder, A. Bastiansen) – 16:51 \| 2–1 \| \| \| M. Holtet (P-Å. Skrøder, P. Thoresen) (PP) – 24:27 \| 3–1 \| \| \| A. Bastiansen (M. Olimb, LE. Spets) – 30:35 \| 4–1 \| \| \| \| 4–2 \| 32:35 – A. Egger (T. Larkin, V. Rocco) (PP) \| \| M. Trygg (L. Haugen) (SH) – 48:11 \| 5–2 \| \| \| P-Å. Skrøder (P. Thoresen, M. Holtet) (PP) – 54:49 \| 6–2 \| \| |             |                                             |                   | Játékvezetők: Vladimír Baluška Vjacseszlav Bulanov Vonalbírók: Roger Arm Anton Szemjonov |
| 24 perc | Büntetések  | 14 perc                                     |                   | Játékvezetők: Vladimír Baluška Vjacseszlav Bulanov Vonalbírók: Roger Arm Anton Szemjonov |
| 39 | Lövések     | 18                                          |                   | Játékvezetők: Vladimír Baluška Vjacseszlav Bulanov Vonalbírók: Roger Arm Anton Szemjonov |
| M. Trygg (M. Olimb) – 03:06 | 1–0         |                                             |                   | Játékvezetők: Vladimír Baluška Vjacseszlav Bulanov Vonalbírók: Roger Arm Anton Szemjonov |
| | 1–1         | 05:11 – L. Ansoldi (D. Tudin)               |                   | Játékvezetők: Vladimír Baluška Vjacseszlav Bulanov Vonalbírók: Roger Arm Anton Szemjonov |
| P. Thoresen (P-Å. Skrøder, A. Bastiansen) – 16:51 | 2–1         |                                             |                   | Játékvezetők: Vladimír Baluška Vjacseszlav Bulanov Vonalbírók: Roger Arm Anton Szemjonov |
| M. Holtet (P-Å. Skrøder, P. Thoresen) (PP) – 24:27 | 3–1         |                                             |                   |                                                                                          |
| A. Bastiansen (M. Olimb, LE. Spets) – 30:35 | 4–1         |                                             |                   |                                                                                          |
| | 4–2         | 32:35 – A. Egger (T. Larkin, V. Rocco) (PP) |                   |                                                                                          |
| M. Trygg (L. Haugen) (SH) – 48:11 | 5–2         |                                             |                   |                                                                                          |
| P-Å. Skrøder (P. Thoresen, M. Holtet) (PP) – 54:49 | 6–2         |                                             |                   |                                                                                          |

| 2012. május 9. 20:15 | Svédország | 5–2 (1–1, 2–1, 2–0) | Németország | Ericsson Globe, Stockholm Nézőszám: 11 500 |

| Jegyzőkönyv | Jegyzőkönyv  | Jegyzőkönyv                                | Jegyzőkönyv   | Jegyzőkönyv                                                                                |
| --- | ------------ | ------------------------------------------ | ------------- | ------------------------------------------------------------------------------------------ |
| | Viktor Fasth | Kapusok                                    | Dennis Endras | Játékvezetők: Danny Kurmann Konsztantyin Olenyin Vonalbírók: Pierre Dehaen Miroslav Valach |
| \| M. Krüger (G. Landeskog, V. Hedman) – 01:17 \| 1–0 \| \| \| \| 1–1 \| 19:59 – P. Gogulla (K. Hospelt) \| \| V. Stålberg (N. Hjalmarsson) – 26:38 \| 2–1 \| \| \| E. Karlsson (H. Zetterberg, L. Eriksson) (PP) – 28:14 \| 3–1 \| \| \| \| 3–2 \| 36:58 – P. Reimer (C. Fischer, P. Gogulla) \| \| N. Persson (J. Larsson) – 42:30 \| 4–2 \| \| \| J. Franzén (H. Zetterberg) – 48:32 \| 5–2 \| \| |              |                                            |               | Játékvezetők: Danny Kurmann Konsztantyin Olenyin Vonalbírók: Pierre Dehaen Miroslav Valach |
| 2 perc | Büntetések   | 6 perc                                     |               | Játékvezetők: Danny Kurmann Konsztantyin Olenyin Vonalbírók: Pierre Dehaen Miroslav Valach |
| 45 | Lövések      | 17                                         |               | Játékvezetők: Danny Kurmann Konsztantyin Olenyin Vonalbírók: Pierre Dehaen Miroslav Valach |
| M. Krüger (G. Landeskog, V. Hedman) – 01:17 | 1–0          |                                            |               | Játékvezetők: Danny Kurmann Konsztantyin Olenyin Vonalbírók: Pierre Dehaen Miroslav Valach |
| | 1–1          | 19:59 – P. Gogulla (K. Hospelt)            |               | Játékvezetők: Danny Kurmann Konsztantyin Olenyin Vonalbírók: Pierre Dehaen Miroslav Valach |
| V. Stålberg (N. Hjalmarsson) – 26:38 | 2–1          |                                            |               | Játékvezetők: Danny Kurmann Konsztantyin Olenyin Vonalbírók: Pierre Dehaen Miroslav Valach |
| E. Karlsson (H. Zetterberg, L. Eriksson) (PP) – 28:14 | 3–1          |                                            |               |                                                                                            |
| | 3–2          | 36:58 – P. Reimer (C. Fischer, P. Gogulla) |               |                                                                                            |
| N. Persson (J. Larsson) – 42:30 | 4–2          |                                            |               |                                                                                            |
| J. Franzén (H. Zetterberg) – 48:32 | 5–2          |                                            |               |                                                                                            |

| 2012. május 10. 16:15 | Dánia | 1–3 (1–2, 0–1, 0–0) | Oroszország | Ericsson Globe, Stockholm Nézőszám: 2117 |

| Jegyzőkönyv | Jegyzőkönyv   | Jegyzőkönyv                                    | Jegyzőkönyv        | Jegyzőkönyv                                                                              |
| --- | ------------- | ---------------------------------------------- | ------------------ | ---------------------------------------------------------------------------------------- |
| | Simon Nielsen | Kapusok                                        | Konstantin Barulin | Játékvezetők: Lars Brüggemann Morgan Johansson Vonalbírók: Pierre Dehaen Sakari Suominen |
| \| \| 0–1 \| 02:08 – J. Medvegyev (S. Sirokov, N. Zsergyev) \| \| L. Eller – 04:11 \| 1–1 \| \| \| \| 1–2 \| 13:35 – J. Malkin (A. Perezsogin, I. Nyikulin) \| \| \| 1–3 \| 26:32 – D. Kalinyin (J. Kuznyecov, S. Sirokov) \| |               |                                                |                    | Játékvezetők: Lars Brüggemann Morgan Johansson Vonalbírók: Pierre Dehaen Sakari Suominen |
| 6 perc | Büntetések    | 2 perc                                         |                    | Játékvezetők: Lars Brüggemann Morgan Johansson Vonalbírók: Pierre Dehaen Sakari Suominen |
| 36 | Lövések       | 52                                             |                    | Játékvezetők: Lars Brüggemann Morgan Johansson Vonalbírók: Pierre Dehaen Sakari Suominen |
| | 0–1           | 02:08 – J. Medvegyev (S. Sirokov, N. Zsergyev) |                    | Játékvezetők: Lars Brüggemann Morgan Johansson Vonalbírók: Pierre Dehaen Sakari Suominen |
| L. Eller – 04:11 | 1–1           |                                                |                    | Játékvezetők: Lars Brüggemann Morgan Johansson Vonalbírók: Pierre Dehaen Sakari Suominen |
| | 1–2           | 13:35 – J. Malkin (A. Perezsogin, I. Nyikulin) |                    | Játékvezetők: Lars Brüggemann Morgan Johansson Vonalbírók: Pierre Dehaen Sakari Suominen |
| | 1–3           | 26:32 – D. Kalinyin (J. Kuznyecov, S. Sirokov) |                    |                                                                                          |

| 2012. május 10. 20:15 | Csehország | 3–1 (0–0, 1–1, 2–0) | Lettország | Ericsson Globe, Stockholm Nézőszám: 2570 |

| Jegyzőkönyv | Jegyzőkönyv | Jegyzőkönyv                    | Jegyzőkönyv      | Jegyzőkönyv                                                                                 |
| --- | ----------- | ------------------------------ | ---------------- | ------------------------------------------------------------------------------------------- |
| | Jakub Kovář | Kapusok                        | Edgars Masaļskis | Játékvezetők: Vjacseszlav Bulanov Danny Kurmann Vonalbírók: Ivan Gyedovla Jonathan Morisson |
| \| \| 0–1 \| 23:55 – A. Bērziņš (R. Ķēniņš) \| \| M. Michálek (J. Nakládal, T. Plekanec) – 28:58 \| 1–1 \| \| \| P. Nedvěd (O. Němec, P. Čáslava) – 50:50 \| 2–1 \| \| \| T. Plekanec (M. Blaťák) (PP) – 53:22 \| 3–1 \| \| |             |                                |                  | Játékvezetők: Vjacseszlav Bulanov Danny Kurmann Vonalbírók: Ivan Gyedovla Jonathan Morisson |
| 12 perc | Büntetések  | 10 perc                        |                  | Játékvezetők: Vjacseszlav Bulanov Danny Kurmann Vonalbírók: Ivan Gyedovla Jonathan Morisson |
| 34 | Lövések     | 26                             |                  | Játékvezetők: Vjacseszlav Bulanov Danny Kurmann Vonalbírók: Ivan Gyedovla Jonathan Morisson |
| | 0–1         | 23:55 – A. Bērziņš (R. Ķēniņš) |                  | Játékvezetők: Vjacseszlav Bulanov Danny Kurmann Vonalbírók: Ivan Gyedovla Jonathan Morisson |
| M. Michálek (J. Nakládal, T. Plekanec) – 28:58 | 1–1         |                                |                  | Játékvezetők: Vjacseszlav Bulanov Danny Kurmann Vonalbírók: Ivan Gyedovla Jonathan Morisson |
| P. Nedvěd (O. Němec, P. Čáslava) – 50:50 | 2–1         |                                |                  | Játékvezetők: Vjacseszlav Bulanov Danny Kurmann Vonalbírók: Ivan Gyedovla Jonathan Morisson |
| T. Plekanec (M. Blaťák) (PP) – 53:22 | 3–1         |                                |                  |                                                                                             |

| 2012. május 11. 16:15 | Olaszország | 0–6 (0–2, 0–3, 0–1) | Csehország | Ericsson Globe, Stockholm Nézőszám: 2753 |

| Jegyzőkönyv | Jegyzőkönyv    | Jegyzőkönyv                                     | Jegyzőkönyv    | Jegyzőkönyv                                                                                     |
| --- | -------------- | ----------------------------------------------- | -------------- | ----------------------------------------------------------------------------------------------- |
| | Thomas Tragust | Kapusok                                         | Jakub Štěpánek | Játékvezetők: Morgan Johansson Konsztantyin Olenyin Vonalbírók: Anton Szemjonov Miroslav Valach |
| \| \| 0–1 \| 05:56 – P. Nedvěd (D. Krejčí, J. Nakládal) (PP) \| \| \| 0–2 \| 12:45 – J. Novotný (J. Petružálek) \| \| \| 0–3 \| 27:15 – P. Čáslava (P. Tenkrát) (SH) \| \| \| 0–4 \| 31:45 – A. Hemský (M. Erat) (PP) \| \| \| 0–5 \| 32:45 – P. Čáslava (J. Petružálek, P. Koukal) \| \| \| 0–6 \| 54:29 – M. Erat (L. Krajíček) (PP) \| |                |                                                 |                | Játékvezetők: Morgan Johansson Konsztantyin Olenyin Vonalbírók: Anton Szemjonov Miroslav Valach |
| 12 perc | Büntetések     | 8 perc                                          |                | Játékvezetők: Morgan Johansson Konsztantyin Olenyin Vonalbírók: Anton Szemjonov Miroslav Valach |
| 20 | Lövések        | 41                                              |                | Játékvezetők: Morgan Johansson Konsztantyin Olenyin Vonalbírók: Anton Szemjonov Miroslav Valach |
| | 0–1            | 05:56 – P. Nedvěd (D. Krejčí, J. Nakládal) (PP) |                | Játékvezetők: Morgan Johansson Konsztantyin Olenyin Vonalbírók: Anton Szemjonov Miroslav Valach |
| | 0–2            | 12:45 – J. Novotný (J. Petružálek)              |                | Játékvezetők: Morgan Johansson Konsztantyin Olenyin Vonalbírók: Anton Szemjonov Miroslav Valach |
| | 0–3            | 27:15 – P. Čáslava (P. Tenkrát) (SH)            |                | Játékvezetők: Morgan Johansson Konsztantyin Olenyin Vonalbírók: Anton Szemjonov Miroslav Valach |
| | 0–4            | 31:45 – A. Hemský (M. Erat) (PP)                |                |                                                                                                 |
| | 0–5            | 32:45 – P. Čáslava (J. Petružálek, P. Koukal)   |                |                                                                                                 |
| | 0–6            | 54:29 – M. Erat (L. Krajíček) (PP)              |                |                                                                                                 |

| 2012. május 11. 20:15 | Oroszország | 7–3 (1–2, 2–1, 4–0) | Svédország | Ericsson Globe, Stockholm Nézőszám: 11 500 |

| Jegyzőkönyv | Jegyzőkönyv     | Jegyzőkönyv                                             | Jegyzőkönyv  | Jegyzőkönyv                                                                      |
| --- | --------------- | ------------------------------------------------------- | ------------ | -------------------------------------------------------------------------------- |
| | Semyon Varlamov | Kapusok                                                 | Viktor Fasth | Játékvezetők: Antti Boman Keith Kaval Vonalbírók: Roger Arm François Dussureault |
| \| \| 0–1 \| 05:57 – E. Karlsson (V. Stålberg, D. Alfredsson) (PP) \| \| A. Popov (J. Malkin) – 10:27 \| 1–1 \| \| \| \| 1–2 \| 14:33 – H. Zetterberg (D. Alfredsson, L. Eriksson) (PP) \| \| \| 1–3 \| 29:36 – J. Franzén (L. Eriksson, H. Zetterberg) (PP) \| \| J. Malkin (J. Birjukov, J. Kuznyecov) (PP) – 36:00 \| 2–3 \| \| \| A. Emelin (P. Dacjuk, D. Kalinyin) (PP2) – 38:27 \| 3–3 \| \| \| A. Perezsogin (J. Medvegyev – 40:15 \| 4–3 \| \| \| E. Malkin (A. Popov) – 42:40 \| 5–3 \| \| \| E. Malkin (A. Popov) – 51:08 \| 6–3 \| \| \| D. Gyenyiszov (E. Malkin, A. Popov) – 59:06 \| 7–3 \| \| |                 |                                                         |              | Játékvezetők: Antti Boman Keith Kaval Vonalbírók: Roger Arm François Dussureault |
| 37 perc | Büntetések      | 10 perc                                                 |              | Játékvezetők: Antti Boman Keith Kaval Vonalbírók: Roger Arm François Dussureault |
| 36 | Lövések         | 46                                                      |              | Játékvezetők: Antti Boman Keith Kaval Vonalbírók: Roger Arm François Dussureault |
| | 0–1             | 05:57 – E. Karlsson (V. Stålberg, D. Alfredsson) (PP)   |              | Játékvezetők: Antti Boman Keith Kaval Vonalbírók: Roger Arm François Dussureault |
| A. Popov (J. Malkin) – 10:27 | 1–1             |                                                         |              | Játékvezetők: Antti Boman Keith Kaval Vonalbírók: Roger Arm François Dussureault |
| | 1–2             | 14:33 – H. Zetterberg (D. Alfredsson, L. Eriksson) (PP) |              | Játékvezetők: Antti Boman Keith Kaval Vonalbírók: Roger Arm François Dussureault |
| | 1–3             | 29:36 – J. Franzén (L. Eriksson, H. Zetterberg) (PP)    |              |                                                                                  |
| J. Malkin (J. Birjukov, J. Kuznyecov) (PP) – 36:00 | 2–3             |                                                         |              |                                                                                  |
| A. Emelin (P. Dacjuk, D. Kalinyin) (PP2) – 38:27 | 3–3             |                                                         |              |                                                                                  |
| A. Perezsogin (J. Medvegyev – 40:15 | 4–3             |                                                         |              |                                                                                  |
| E. Malkin (A. Popov) – 42:40 | 5–3             |                                                         |              |                                                                                  |
| E. Malkin (A. Popov) – 51:08 | 6–3             |                                                         |              |                                                                                  |
| D. Gyenyiszov (E. Malkin, A. Popov) – 59:06 | 7–3             |                                                         |              |                                                                                  |

| 2012. május 12. 12:15 | Norvégia | 3–0 (1–0, 2–0, 0–0) | Lettország | Ericsson Globe, Stockholm Nézőszám: 5332 |

| Jegyzőkönyv | Jegyzőkönyv | Jegyzőkönyv | Jegyzőkönyv      | Jegyzőkönyv                                                                                    |
| --- | ----------- | ----------- | ---------------- | ---------------------------------------------------------------------------------------------- |
| | Lars Haugen | Kapusok     | Edgars Masaļskis | Játékvezetők: Lars Brüggemann Konsztantyin Olenyin Vonalbírók: Sakari Suominen Miroslav Valach |
| \| 12:43 – J. Holøs \| 1–0 \| \| \| 25:54 – A. Martinsen (M. Trygg, M. Ask) \| 2–0 \| \| \| 38:43 – P. Thoresen (M. Hansen, P-Å. Skrøder) \| 3–0 \| \| |             |             |                  | Játékvezetők: Lars Brüggemann Konsztantyin Olenyin Vonalbírók: Sakari Suominen Miroslav Valach |
| 8 perc | Büntetések  | 22 perc     |                  | Játékvezetők: Lars Brüggemann Konsztantyin Olenyin Vonalbírók: Sakari Suominen Miroslav Valach |
| 30 | Lövések     | 25          |                  | Játékvezetők: Lars Brüggemann Konsztantyin Olenyin Vonalbírók: Sakari Suominen Miroslav Valach |
| 12:43 – J. Holøs | 1–0         |             |                  | Játékvezetők: Lars Brüggemann Konsztantyin Olenyin Vonalbírók: Sakari Suominen Miroslav Valach |
| 25:54 – A. Martinsen (M. Trygg, M. Ask) | 2–0         |             |                  | Játékvezetők: Lars Brüggemann Konsztantyin Olenyin Vonalbírók: Sakari Suominen Miroslav Valach |
| 38:43 – P. Thoresen (M. Hansen, P-Å. Skrøder) | 3–0         |             |                  | Játékvezetők: Lars Brüggemann Konsztantyin Olenyin Vonalbírók: Sakari Suominen Miroslav Valach |

| 2012. május 12. 16:15 | Németország | 2–1 (0–0, 1–1, 1–0) | Dánia | Ericsson Globe, Stockholm Nézőszám: 5107 |

| Jegyzőkönyv | Jegyzőkönyv   | Jegyzőkönyv      | Jegyzőkönyv       | Jegyzőkönyv                                                                      |
| --- | ------------- | ---------------- | ----------------- | -------------------------------------------------------------------------------- |
| | Dennis Endras | Kapusok          | Frederik Andersen | Játékvezetők: Vladimír Baluška Danny Kurmann Vonalbírók: Roger Arm Ivan Gyedovla |
| \| \| 0–1 \| 21:35 – M. Green \| \| T. Greilinger (C. Fischer, E. Kaufmann) – 37:10 \| 1–1 \| \| \| P. Gogulla (P. Reimer, C. Ullmann) – 48:24 \| 2–1 \| \| |               |                  |                   | Játékvezetők: Vladimír Baluška Danny Kurmann Vonalbírók: Roger Arm Ivan Gyedovla |
| 6 perc | Büntetések    | 2 perc           |                   | Játékvezetők: Vladimír Baluška Danny Kurmann Vonalbírók: Roger Arm Ivan Gyedovla |
| 27 | Lövések       | 28               |                   | Játékvezetők: Vladimír Baluška Danny Kurmann Vonalbírók: Roger Arm Ivan Gyedovla |
| | 0–1           | 21:35 – M. Green |                   | Játékvezetők: Vladimír Baluška Danny Kurmann Vonalbírók: Roger Arm Ivan Gyedovla |
| T. Greilinger (C. Fischer, E. Kaufmann) – 37:10 | 1–1           |                  |                   | Játékvezetők: Vladimír Baluška Danny Kurmann Vonalbírók: Roger Arm Ivan Gyedovla |
| P. Gogulla (P. Reimer, C. Ullmann) – 48:24 | 2–1           |                  |                   | Játékvezetők: Vladimír Baluška Danny Kurmann Vonalbírók: Roger Arm Ivan Gyedovla |

| 2012. május 12. 20:15 | Olaszország | 0–4 (0–2, 0–1, 0–1) | Svédország | Ericsson Globe, Stockholm Nézőszám: 8979 |

| Jegyzőkönyv | Jegyzőkönyv                      | Jegyzőkönyv                                       | Jegyzőkönyv  | Jegyzőkönyv                                                                                 |
| --- | -------------------------------- | ------------------------------------------------- | ------------ | ------------------------------------------------------------------------------------------- |
| | Daniel Bellissimo Thomas Tragust | Kapusok                                           | Viktor Fasth | Játékvezetők: Antti Boman Vjacseszlav Bulanov Vonalbírók: Jonathan Morisson Anton Szemjonov |
| \| \| 0–1 \| 05:13 – M. Krüger (E. Karlsson, D. Alfredsson) \| \| \| 0–2 \| 19:12 – S. Kronwall (G. Landeskog) \| \| \| 0–3 \| 25:45 – E. Karlsson (H. Zetterberg) (PP2) \| \| \| 0–4 \| 41:45 – G. Landeskog (L. Eriksson, H. Zetterberg) \| |                                  |                                                   |              | Játékvezetők: Antti Boman Vjacseszlav Bulanov Vonalbírók: Jonathan Morisson Anton Szemjonov |
| 16 perc | Büntetések                       | 6 perc                                            |              | Játékvezetők: Antti Boman Vjacseszlav Bulanov Vonalbírók: Jonathan Morisson Anton Szemjonov |
| 19 | Lövések                          | 42                                                |              | Játékvezetők: Antti Boman Vjacseszlav Bulanov Vonalbírók: Jonathan Morisson Anton Szemjonov |
| | 0–1                              | 05:13 – M. Krüger (E. Karlsson, D. Alfredsson)    |              | Játékvezetők: Antti Boman Vjacseszlav Bulanov Vonalbírók: Jonathan Morisson Anton Szemjonov |
| | 0–2                              | 19:12 – S. Kronwall (G. Landeskog)                |              | Játékvezetők: Antti Boman Vjacseszlav Bulanov Vonalbírók: Jonathan Morisson Anton Szemjonov |
| | 0–3                              | 25:45 – E. Karlsson (H. Zetterberg) (PP2)         |              | Játékvezetők: Antti Boman Vjacseszlav Bulanov Vonalbírók: Jonathan Morisson Anton Szemjonov |
| | 0–4                              | 41:45 – G. Landeskog (L. Eriksson, H. Zetterberg) |              |                                                                                             |

| 2012. május 13. 16:15 | Oroszország | 2–0 (1–0, 0–0, 1–0) | Csehország | Ericsson Globe, Stockholm Nézőszám: 5341 |

| Jegyzőkönyv                                                                                           | Jegyzőkönyv        | Jegyzőkönyv | Jegyzőkönyv | Jegyzőkönyv                                                                                    |
| --- | ------------------ | ----------- | ----------- | ---------------------------------------------------------------------------------------------- |
| | Konstantin Barulin | Kapusok     | Jakub Kovář | Játékvezetők: Lars Brüggemann Danny Kurmann Vonalbírók: François Dussureault Jonathan Morisson |
| \| A. Perezsogin (I. Nyikulin) – 00:24 \| 1–0 \| \| \| J. Malkin (A. Popov) (PP) – 40:44 \| 2–0 \| \| |                    |             |             | Játékvezetők: Lars Brüggemann Danny Kurmann Vonalbírók: François Dussureault Jonathan Morisson |
| 8 perc                                                                                                | Büntetések         | 8 perc      |             | Játékvezetők: Lars Brüggemann Danny Kurmann Vonalbírók: François Dussureault Jonathan Morisson |
| 23 | Lövések            | 30          |             | Játékvezetők: Lars Brüggemann Danny Kurmann Vonalbírók: François Dussureault Jonathan Morisson |
| A. Perezsogin (I. Nyikulin) – 00:24                                                                   | 1–0                |             |             | Játékvezetők: Lars Brüggemann Danny Kurmann Vonalbírók: François Dussureault Jonathan Morisson |
| J. Malkin (A. Popov) (PP) – 40:44                                                                     | 2–0                |             |             | Játékvezetők: Lars Brüggemann Danny Kurmann Vonalbírók: François Dussureault Jonathan Morisson |

| 2012. május 13. 20:15 | Németország | 4–12 (0–3, 1–6, 3–3) | Norvégia | Ericsson Globe, Stockholm Nézőszám: 2462 |

| Jegyzőkönyv | Jegyzőkönyv                     | Jegyzőkönyv                                      | Jegyzőkönyv | Jegyzőkönyv                                                                           |
| --- | ------------------------------- | ------------------------------------------------ | ----------- | ------------------------------------------------------------------------------------- |
| | Dennis Endras Dimitri Kotschnew | Kapusok                                          | Lars Haugen | Játékvezetők: Vjacseszlav Bulanov Keith Kaval Vonalbírók: Ivan Gyedovla Pierre Dehaen |
| \| \| 0–1 \| 00:20 – P. Thoresen (M. Hansen, P-Å. Skrøder) \| \| \| 0–2 \| 01:28 – P. Thoresen (M. Holtet) (PP) \| \| \| 0–3 \| 05:07 – M. Røymark (M. Holtet) \| \| \| 0–4 \| 23:16 – L. E. Spets (M. Olimb, A. Bastiansen) \| \| \| 0–5 \| 24:12 – J. Kaunismäki (M. Ask, K. A. Olimb) \| \| \| 0–6 \| 27:52 – J. Holøs (P. Thoresen, M. Ask) (PP) \| \| \| 0–7 \| 32:07 – P. Thoresen (M. Ask, H. Solberg) \| \| \| 0–8 \| 33:24 – P-Å. Skrøder (M. Olimb, M. Ask) (PP) \| \| \| 0–9 \| 34:07 – M. Trygg (P. Thoresen, M. Hansen) (PP) \| \| P. Reimer (P. Gogulla, C. Schubert) – 38:25 \| 1–9 \| \| \| \| 1–10 \| 40:44 – P-Å. Skrøder (P. Thoresen, M. Hansen) \| \| J. Krueger (P. Gogulla) – 41:01 \| 2–10 \| \| \| \| 2–11 \| 43:15 – M. Hansen (A. Bastiansen, J. Kaunismäki) \| \| M. Kink (K. Lavallee) – 46:27 \| 3–11 \| \| \| \| 3–12 \| 52:05 – M. Trygg (M. Hansen) \| \| C. Fischer (K. Hospelt, P. Gogulla) (PP2) – 57:17 \| 4–12 \| \| |                                 |                                                  |             | Játékvezetők: Vjacseszlav Bulanov Keith Kaval Vonalbírók: Ivan Gyedovla Pierre Dehaen |
| 26 perc | Büntetések                      | 12 perc                                          |             | Játékvezetők: Vjacseszlav Bulanov Keith Kaval Vonalbírók: Ivan Gyedovla Pierre Dehaen |
| 29 | Lövések                         | 32                                               |             | Játékvezetők: Vjacseszlav Bulanov Keith Kaval Vonalbírók: Ivan Gyedovla Pierre Dehaen |
| | 0–1                             | 00:20 – P. Thoresen (M. Hansen, P-Å. Skrøder)    |             | Játékvezetők: Vjacseszlav Bulanov Keith Kaval Vonalbírók: Ivan Gyedovla Pierre Dehaen |
| | 0–2                             | 01:28 – P. Thoresen (M. Holtet) (PP)             |             | Játékvezetők: Vjacseszlav Bulanov Keith Kaval Vonalbírók: Ivan Gyedovla Pierre Dehaen |
| | 0–3                             | 05:07 – M. Røymark (M. Holtet)                   |             | Játékvezetők: Vjacseszlav Bulanov Keith Kaval Vonalbírók: Ivan Gyedovla Pierre Dehaen |
| | 0–4                             | 23:16 – L. E. Spets (M. Olimb, A. Bastiansen)    |             |                                                                                       |
| | 0–5                             | 24:12 – J. Kaunismäki (M. Ask, K. A. Olimb)      |             |                                                                                       |
| | 0–6                             | 27:52 – J. Holøs (P. Thoresen, M. Ask) (PP)      |             |                                                                                       |
| | 0–7                             | 32:07 – P. Thoresen (M. Ask, H. Solberg)         |             |                                                                                       |
| | 0–8                             | 33:24 – P-Å. Skrøder (M. Olimb, M. Ask) (PP)     |             |                                                                                       |
| | 0–9                             | 34:07 – M. Trygg (P. Thoresen, M. Hansen) (PP)   |             |                                                                                       |
| P. Reimer (P. Gogulla, C. Schubert) – 38:25 | 1–9                             |                                                  |             |                                                                                       |
| | 1–10                            | 40:44 – P-Å. Skrøder (P. Thoresen, M. Hansen)    |             |                                                                                       |
| J. Krueger (P. Gogulla) – 41:01 | 2–10                            |                                                  |             |                                                                                       |
| | 2–11                            | 43:15 – M. Hansen (A. Bastiansen, J. Kaunismäki) |             |                                                                                       |
| M. Kink (K. Lavallee) – 46:27 | 3–11                            |                                                  |             |                                                                                       |
| | 3–12                            | 52:05 – M. Trygg (M. Hansen)                     |             |                                                                                       |
| C. Fischer (K. Hospelt, P. Gogulla) (PP2) – 57:17 | 4–12                            |                                                  |             |                                                                                       |

| 2012. május 14. 16:15 | Lettország | 0–2 (0–0, 0–2, 0–0) | Dánia | Ericsson Globe, Stockholm Nézőszám: 2197 |

| Jegyzőkönyv                                                                              | Jegyzőkönyv       | Jegyzőkönyv                  | Jegyzőkönyv                   | Jegyzőkönyv                                                                          |
| ---------------------------------------------------------------------------------------- | ----------------- | ---------------------------- | ----------------------------- | ------------------------------------------------------------------------------------ |
|                                                                                          | Frederik Andersen | Kapusok                      | Edgars Masaļskis Māris Jučers | Játékvezetők: Lars Brüggemann Vjacseszlav Bulanov Vonalbírók: Roger Arm Jimmy Dahmen |
| \| \| 0–1 \| 24:48 – M. Green (N. Hardt) \| \| \| 0–2 \| 35:23 – M. Madsen (L. Eller) \| |                   |                              |                               | Játékvezetők: Lars Brüggemann Vjacseszlav Bulanov Vonalbírók: Roger Arm Jimmy Dahmen |
| 10 perc                                                                                  | Büntetések        | 22 perc                      |                               | Játékvezetők: Lars Brüggemann Vjacseszlav Bulanov Vonalbírók: Roger Arm Jimmy Dahmen |
| 35                                                                                       | Lövések           | 28                           |                               | Játékvezetők: Lars Brüggemann Vjacseszlav Bulanov Vonalbírók: Roger Arm Jimmy Dahmen |
|                                                                                          | 0–1               | 24:48 – M. Green (N. Hardt)  |                               | Játékvezetők: Lars Brüggemann Vjacseszlav Bulanov Vonalbírók: Roger Arm Jimmy Dahmen |
|                                                                                          | 0–2               | 35:23 – M. Madsen (L. Eller) |                               | Játékvezetők: Lars Brüggemann Vjacseszlav Bulanov Vonalbírók: Roger Arm Jimmy Dahmen |

| 2012. május 14. 20:15 | Olaszország | 0–4 (0–1, 0–2, 0–1) | Oroszország | Ericsson Globe, Stockholm Nézőszám: 2336 |

| Jegyzőkönyv | Jegyzőkönyv    | Jegyzőkönyv                                        | Jegyzőkönyv                     | Jegyzőkönyv                                                                                 |
| --- | -------------- | -------------------------------------------------- | ------------------------------- | ------------------------------------------------------------------------------------------- |
| | Thomas Tragust | Kapusok                                            | Semyon Varlamov Mihail Birjukov | Játékvezetők: Vladimír Baluška Morgan Johansson Vonalbírók: Anton Szemjonov Miroslav Valach |
| \| \| 0–1 \| 10:35 – P. Dacjuk (J. Kuznyecov) \| \| \| 0–2 \| 24:28 – J. Kuznyecov (Ny. Kuljomin, Ny. Nyikityin) \| \| \| 0–3 \| 28:07 – A. Popov (J. Birjukov, J. Malkin) \| \| \| 0–4 \| 53:38 – A. Popov (A. Perezsogin) \| |                |                                                    |                                 | Játékvezetők: Vladimír Baluška Morgan Johansson Vonalbírók: Anton Szemjonov Miroslav Valach |
| 4 perc | Büntetések     | 2 perc                                             |                                 | Játékvezetők: Vladimír Baluška Morgan Johansson Vonalbírók: Anton Szemjonov Miroslav Valach |
| 29 | Lövések        | 40                                                 |                                 | Játékvezetők: Vladimír Baluška Morgan Johansson Vonalbírók: Anton Szemjonov Miroslav Valach |
| | 0–1            | 10:35 – P. Dacjuk (J. Kuznyecov)                   |                                 | Játékvezetők: Vladimír Baluška Morgan Johansson Vonalbírók: Anton Szemjonov Miroslav Valach |
| | 0–2            | 24:28 – J. Kuznyecov (Ny. Kuljomin, Ny. Nyikityin) |                                 | Játékvezetők: Vladimír Baluška Morgan Johansson Vonalbírók: Anton Szemjonov Miroslav Valach |
| | 0–3            | 28:07 – A. Popov (J. Birjukov, J. Malkin)          |                                 | Játékvezetők: Vladimír Baluška Morgan Johansson Vonalbírók: Anton Szemjonov Miroslav Valach |
| | 0–4            | 53:38 – A. Popov (A. Perezsogin)                   |                                 |                                                                                             |

| 2012. május 15. 12:15 | Norvégia | 6–2 (0–0, 5–0, 1–2) | Dánia | Ericsson Globe, Stockholm Nézőszám: 2054 |

| Jegyzőkönyv | Jegyzőkönyv | Jegyzőkönyv                    | Jegyzőkönyv       | Jegyzőkönyv                                                                            |
| --- | ----------- | ------------------------------ | ----------------- | -------------------------------------------------------------------------------------- |
| | Lars Haugen | Kapusok                        | Frederik Andersen | Játékvezetők: Morgan Johansson Danny Kurmann Vonalbírók: Ivan Gyedovla Anton Szemjonov |
| \| L. E. Spets (M. Ask, M. Olimb) – 26:12 \| 1–0 \| \| \| M. Ask (K. A. Olimb, A. Martinsen) – 27:29 \| 2–0 \| \| \| P-Å. Skrøder (P. Thoresen) – 35:35 \| 3–0 \| \| \| J. Holøs (P. Thoresen, M. Hansen) (PP) – 37:53 \| 4–0 \| \| \| P. Thoresen (A. Martinsen, J. Holøs) (PP) – 39:39 \| 5–0 \| \| \| \| 5–1 \| M. Madsen (P. Hersby) – 43:03 \| \| \| 5–2 \| M. Poulsen (P. Larsen) – 47:50 \| \| M. Trygg (P. Thoresen, P-Å. Skrøder) – 55:39 \| 6–2 \| \| |             |                                |                   | Játékvezetők: Morgan Johansson Danny Kurmann Vonalbírók: Ivan Gyedovla Anton Szemjonov |
| 22 perc | Büntetések  | 45 perc                        |                   | Játékvezetők: Morgan Johansson Danny Kurmann Vonalbírók: Ivan Gyedovla Anton Szemjonov |
| 27 | Lövések     | 28                             |                   | Játékvezetők: Morgan Johansson Danny Kurmann Vonalbírók: Ivan Gyedovla Anton Szemjonov |
| L. E. Spets (M. Ask, M. Olimb) – 26:12 | 1–0         |                                |                   | Játékvezetők: Morgan Johansson Danny Kurmann Vonalbírók: Ivan Gyedovla Anton Szemjonov |
| M. Ask (K. A. Olimb, A. Martinsen) – 27:29 | 2–0         |                                |                   | Játékvezetők: Morgan Johansson Danny Kurmann Vonalbírók: Ivan Gyedovla Anton Szemjonov |
| P-Å. Skrøder (P. Thoresen) – 35:35 | 3–0         |                                |                   | Játékvezetők: Morgan Johansson Danny Kurmann Vonalbírók: Ivan Gyedovla Anton Szemjonov |
| J. Holøs (P. Thoresen, M. Hansen) (PP) – 37:53 | 4–0         |                                |                   |                                                                                        |
| P. Thoresen (A. Martinsen, J. Holøs) (PP) – 39:39 | 5–0         |                                |                   |                                                                                        |
| | 5–1         | M. Madsen (P. Hersby) – 43:03  |                   |                                                                                        |
| | 5–2         | M. Poulsen (P. Larsen) – 47:50 |                   |                                                                                        |
| M. Trygg (P. Thoresen, P-Å. Skrøder) – 55:39 | 6–2         |                                |                   |                                                                                        |

| 2012. május 15. 16:15 | Csehország | 8–1 (3–1, 3–0, 2–0) | Németország | Ericsson Globe, Stockholm Nézőszám: 2114 |

| Jegyzőkönyv | Jegyzőkönyv                | Jegyzőkönyv                                          | Jegyzőkönyv   | Jegyzőkönyv                                                                                     |
| --- | -------------------------- | ---------------------------------------------------- | ------------- | ----------------------------------------------------------------------------------------------- |
| | Jakub Štěpánek Petr Mrázek | Kapusok                                              | Dennis Endras | Játékvezetők: Vjacseszlav Bulanov Konsztantyin Olenyin Vonalbírók: Masi Puolakka Andre Schrader |
| \| A. Hemsky (P. Průcha) – 01:58 \| 1–0 \| \| \| \| 1–1 \| 07:36 – T. Greilinger (C. Schubert, C. Ullmann) (PP) \| \| L. Krajíček (M. Vondrka, J. Novotný) – 10:34 \| 2–1 \| \| \| M. Erat (J. Nakládal, D. Krejčí) (PP) – 16:05 \| 3–1 \| \| \| P. Koukal (L. Krajíček, P. Čáslava) (PP) – 25:01 \| 4–1 \| \| \| D. Krejčí (P. Tenkrát) (SH) – 29:55 \| 5–1 \| \| \| J. Novotný (J. Petružálek) – 34:22 \| 6–1 \| \| \| P. Koukal (D. Krejčí, T. Plekanec) (PP) – 44:34 \| 7–1 \| \| \| M. Blaťák (D. Krejčí, T. Plekanec) (PP) – 46:42 \| 8–1 \| \| |                            |                                                      |               | Játékvezetők: Vjacseszlav Bulanov Konsztantyin Olenyin Vonalbírók: Masi Puolakka Andre Schrader |
| 4 perc | Büntetések                 | 14 perc                                              |               | Játékvezetők: Vjacseszlav Bulanov Konsztantyin Olenyin Vonalbírók: Masi Puolakka Andre Schrader |
| 39 | Lövések                    | 18                                                   |               | Játékvezetők: Vjacseszlav Bulanov Konsztantyin Olenyin Vonalbírók: Masi Puolakka Andre Schrader |
| A. Hemsky (P. Průcha) – 01:58 | 1–0                        |                                                      |               | Játékvezetők: Vjacseszlav Bulanov Konsztantyin Olenyin Vonalbírók: Masi Puolakka Andre Schrader |
| | 1–1                        | 07:36 – T. Greilinger (C. Schubert, C. Ullmann) (PP) |               | Játékvezetők: Vjacseszlav Bulanov Konsztantyin Olenyin Vonalbírók: Masi Puolakka Andre Schrader |
| L. Krajíček (M. Vondrka, J. Novotný) – 10:34 | 2–1                        |                                                      |               | Játékvezetők: Vjacseszlav Bulanov Konsztantyin Olenyin Vonalbírók: Masi Puolakka Andre Schrader |
| M. Erat (J. Nakládal, D. Krejčí) (PP) – 16:05 | 3–1                        |                                                      |               |                                                                                                 |
| P. Koukal (L. Krajíček, P. Čáslava) (PP) – 25:01 | 4–1                        |                                                      |               |                                                                                                 |
| D. Krejčí (P. Tenkrát) (SH) – 29:55 | 5–1                        |                                                      |               |                                                                                                 |
| J. Novotný (J. Petružálek) – 34:22 | 6–1                        |                                                      |               |                                                                                                 |
| P. Koukal (D. Krejčí, T. Plekanec) (PP) – 44:34 | 7–1                        |                                                      |               |                                                                                                 |
| M. Blaťák (D. Krejčí, T. Plekanec) (PP) – 46:42 | 8–1                        |                                                      |               |                                                                                                 |

| 2012. május 15. 20:15 | Svédország | 4–0 (2–0, 1–0, 1–0) | Lettország | Ericsson Globe, Stockholm Nézőszám: 9358 |

| Jegyzőkönyv | Jegyzőkönyv  | Jegyzőkönyv | Jegyzőkönyv  | Jegyzőkönyv                                                                                |
| --- | ------------ | ----------- | ------------ | ------------------------------------------------------------------------------------------ |
| | Viktor Fasth | Kapusok     | Māris Jučers | Játékvezetők: Vladimír Baluška Lars Brüggemann Vonalbírók: Pierre Dehaen Jonathan Morisson |
| \| L. Eriksson (H. Zetterberg, J. Franzén) – 04:39 \| 1–0 \| \| \| J. Silfverberg (E. Karlsson, N. Bäckström) (PP) – 14:40 \| 2–0 \| \| \| H. Zetterberg (D. Alfredsson) (PP) – 33:45 \| 3–0 \| \| \| J. Franzén (H. Zetterberg, E. Karlsson) (PP) – 52:18 \| 4–0 \| \| |              |             |              | Játékvezetők: Vladimír Baluška Lars Brüggemann Vonalbírók: Pierre Dehaen Jonathan Morisson |
| 6 perc | Büntetések   | 33 perc     |              | Játékvezetők: Vladimír Baluška Lars Brüggemann Vonalbírók: Pierre Dehaen Jonathan Morisson |
| 44 | Lövések      | 22          |              | Játékvezetők: Vladimír Baluška Lars Brüggemann Vonalbírók: Pierre Dehaen Jonathan Morisson |
| L. Eriksson (H. Zetterberg, J. Franzén) – 04:39 | 1–0          |             |              | Játékvezetők: Vladimír Baluška Lars Brüggemann Vonalbírók: Pierre Dehaen Jonathan Morisson |
| J. Silfverberg (E. Karlsson, N. Bäckström) (PP) – 14:40 | 2–0          |             |              | Játékvezetők: Vladimír Baluška Lars Brüggemann Vonalbírók: Pierre Dehaen Jonathan Morisson |
| H. Zetterberg (D. Alfredsson) (PP) – 33:45 | 3–0          |             |              | Játékvezetők: Vladimír Baluška Lars Brüggemann Vonalbírók: Pierre Dehaen Jonathan Morisson |
| J. Franzén (H. Zetterberg, E. Karlsson) (PP) – 52:18 | 4–0          |             |              |                                                                                            |

## Egyenes kieséses szakasz
|  |              |                  |              |            |   |             |             |            |               |               |               |       |       |
|  | Negyeddöntők | Negyeddöntők     | Negyeddöntők |            |   | Elődöntők   | Elődöntők   | Elődöntők  |               |               | Döntő         | Döntő | Döntő |
|  | Negyeddöntők | Negyeddöntők     | Negyeddöntők |            |   | Elődöntők   | Elődöntők   | Elődöntők  |               |               | Döntő         | Döntő | Döntő |
|  | május 17.    |                  |              |            |   |             |             |            |               |               |               |       |       |
|  |              |                  |              |            |   |             |             |            |               |               |               |       |       |
|  | H1           | Kanada           | 3            |            |   |             |             |            |               |               |               |       |       |
|  | H1           | Kanada           | 3            | május 19.  |   |             |             |            |               |               |               |       |       |
|  | H4           | Szlovákia        | 4            |            |   |             |             |            |               |               |               |       |       |
|  | H4           | Szlovákia        | 4            |            |   | Szlovákia   | Szlovákia   | 3          |               |               |               |       |       |
|  | május 17.    |                  |              |            |   | Szlovákia   | Szlovákia   | 3          |               |               |               |       |       |
|  |              |                  | Csehország   | Csehország | 1 |             |             |            |               |               |               |       |       |
|  | S2           | Svédország       | Csehország   | Csehország | 1 | 3           |             |            |               |               |               |       |       |
|  | S2           | Svédország       |              |            |   | 3           | május 20.   |            |               |               |               |       |       |
|  | S3           | Csehország       | 4            |            |   |             |             |            |               |               |               |       |       |
|  | S3           | Csehország       | 4            |            |   | Oroszország | Oroszország | 6          |               |               |               |       |       |
|  | május 17.    |                  |              |            |   | Oroszország | Oroszország | 6          |               |               |               |       |       |
|  |              |                  | Szlovákia    | Szlovákia  | 2 |             |             |            |               |               |               |       |       |
|  | S1           | Oroszország      | Szlovákia    | Szlovákia  | 2 | 5           |             |            |               |               |               |       |       |
|  | S1           | Oroszország      | május 19.    |            |   | 5           |             |            |               |               |               |       |       |
|  | S4           | Norvégia         | 2            |            |   |             |             |            |               |               |               |       |       |
|  | S4           | Norvégia         | 2            |            |   | Oroszország | Oroszország | 6          | Bronzmérkőzés | Bronzmérkőzés | Bronzmérkőzés |       |       |
|  | május 17.    |                  |              |            |   | Oroszország | Oroszország | 6          | Bronzmérkőzés | Bronzmérkőzés | Bronzmérkőzés |       |       |
|  |              |                  | Finnország   | Finnország | 2 |             |             | május 20.  | május 20.     | május 20.     |               |       |       |
|  | H2           | Egyesült Államok | Finnország   | Finnország | 2 | 2           |             | május 20.  | május 20.     | május 20.     |               |       |       |
|  | H2           | Egyesült Államok |              |            |   |             |             | Finnország | Finnország    | 2             |               |       |       |
|  | H3           | Finnország       | 3            |            |   |             |             | Finnország | Finnország    | 2             |               |       |       |
|  | H3           | Finnország       | 3            |            |   | Csehország  | Csehország  | 3          |               |               |               |       |       |
|  |              |                  |              |            |   | Csehország  | Csehország  | 3          |               |               |               |       |       |

### Negyeddöntők
A negyeddöntőben a mérkőzések időpontjait a két házigazda továbbjutásának függvényében határozták meg. Amennyiben Finnország továbbjut, akkor Finnország mérkőzése Helsinkiben 18:30-kor kezdődik. Ha Svédország továbbjut, akkor Svédország mérkőzése Stockholmban 20:15-kor kezdődik.
| 2012. május 17. 13:00 | Kanada | 3–4 (1–2, 2–0, 0–2) | Szlovákia | Hartwall Arena, Helsinki Nézőszám: 11 568 |

| Jegyzőkönyv | Jegyzőkönyv | Jegyzőkönyv                                     | Jegyzőkönyv | Jegyzőkönyv                                                                           |
| --- | ----------- | ----------------------------------------------- | ----------- | ------------------------------------------------------------------------------------- |
| | Cam Ward    | Kapusok                                         | Ján Laco    | Játékvezetők: Martin Fraňo Antonín Jeřábek Vonalbírók: Sirko Schulz Szergej Seljanyin |
| \| \| 0–1 \| 05:57 – T. Kopecký (B. Radivojevič, M. Handzuš) \| \| \| 0–2 \| 09:14 – M. Šatan (L. Hudáček, T. Surový) \| \| E. Kane (R. Getzlaf) – 16:14 \| 1–2 \| \| \| J. Skinner (J. Eberle, P. Sharp) (PP) – 26:30 \| 2–2 \| \| \| A. Burrows (K. Russell, A. Ladd) – 37:43 \| 3–2 \| \| \| \| 3–3 \| 53:25 – M. Bartovič (T. Tatar) \| \| \| 3–4 \| 57:32 – M. Handzuš (A. Sekera) (PP) \| |             |                                                 |             | Játékvezetők: Martin Fraňo Antonín Jeřábek Vonalbírók: Sirko Schulz Szergej Seljanyin |
| 31 perc | Büntetések  | 6 perc                                          |             | Játékvezetők: Martin Fraňo Antonín Jeřábek Vonalbírók: Sirko Schulz Szergej Seljanyin |
| 36 | Lövések     | 28                                              |             | Játékvezetők: Martin Fraňo Antonín Jeřábek Vonalbírók: Sirko Schulz Szergej Seljanyin |
| | 0–1         | 05:57 – T. Kopecký (B. Radivojevič, M. Handzuš) |             | Játékvezetők: Martin Fraňo Antonín Jeřábek Vonalbírók: Sirko Schulz Szergej Seljanyin |
| | 0–2         | 09:14 – M. Šatan (L. Hudáček, T. Surový)        |             | Játékvezetők: Martin Fraňo Antonín Jeřábek Vonalbírók: Sirko Schulz Szergej Seljanyin |
| E. Kane (R. Getzlaf) – 16:14 | 1–2         |                                                 |             | Játékvezetők: Martin Fraňo Antonín Jeřábek Vonalbírók: Sirko Schulz Szergej Seljanyin |
| J. Skinner (J. Eberle, P. Sharp) (PP) – 26:30 | 2–2         |                                                 |             |                                                                                       |
| A. Burrows (K. Russell, A. Ladd) – 37:43 | 3–2         |                                                 |             |                                                                                       |
| | 3–3         | 53:25 – M. Bartovič (T. Tatar)                  |             |                                                                                       |
| | 3–4         | 57:32 – M. Handzuš (A. Sekera) (PP)             |             |                                                                                       |

| 2012. május 17. 14:45 | Oroszország | 5–2 (2–1, 0–1, 3–0) | Norvégia | Ericsson Globe, Stockholm Nézőszám: 7519 |

| Jegyzőkönyv | Jegyzőkönyv     | Jegyzőkönyv                                   | Jegyzőkönyv | Jegyzőkönyv                                                                       |
| --- | --------------- | --------------------------------------------- | ----------- | --------------------------------------------------------------------------------- |
| | Semyon Varlamov | Kapusok                                       | Lars Haugen | Játékvezetők: Lars Brüggemann Danny Kurmann Vonalbírók: Roger Arm Sakari Suominen |
| \| A. Ovecskin (A. Szjomin) – 07:26 \| 1–0 \| \| \| \| 1–1 \| 11:33 – P-Å. Skrøder (M. Hansen, P. Thoresen) \| \| A. Popov (A. Emelin, J. Rjasenszkij) – 14:09 \| 2–1 \| \| \| \| 2–2 \| 20:28 – P. Thoresen (M. Ask, J. Holøs) (PP) \| \| A. Jemelin (P. Dacjuk, A. Szjomin) – 40:55 \| 3–2 \| \| \| M. Zsergyev (J. Birjukov, A. Terescsenko) - 50:43 \| 4–2 \| \| \| I. Nyikulin (J. Malkin) - 54:52 \| 5–2 \| \| |                 |                                               |             | Játékvezetők: Lars Brüggemann Danny Kurmann Vonalbírók: Roger Arm Sakari Suominen |
| 2 perc | Büntetések      | 8 perc                                        |             | Játékvezetők: Lars Brüggemann Danny Kurmann Vonalbírók: Roger Arm Sakari Suominen |
| 45 | Lövések         | 21                                            |             | Játékvezetők: Lars Brüggemann Danny Kurmann Vonalbírók: Roger Arm Sakari Suominen |
| A. Ovecskin (A. Szjomin) – 07:26 | 1–0             |                                               |             | Játékvezetők: Lars Brüggemann Danny Kurmann Vonalbírók: Roger Arm Sakari Suominen |
| | 1–1             | 11:33 – P-Å. Skrøder (M. Hansen, P. Thoresen) |             | Játékvezetők: Lars Brüggemann Danny Kurmann Vonalbírók: Roger Arm Sakari Suominen |
| A. Popov (A. Emelin, J. Rjasenszkij) – 14:09 | 2–1             |                                               |             | Játékvezetők: Lars Brüggemann Danny Kurmann Vonalbírók: Roger Arm Sakari Suominen |
| | 2–2             | 20:28 – P. Thoresen (M. Ask, J. Holøs) (PP)   |             |                                                                                   |
| A. Jemelin (P. Dacjuk, A. Szjomin) – 40:55 | 3–2             |                                               |             |                                                                                   |
| M. Zsergyev (J. Birjukov, A. Terescsenko) - 50:43 | 4–2             |                                               |             |                                                                                   |
| I. Nyikulin (J. Malkin) - 54:52 | 5–2             |                                               |             |                                                                                   |

| 2012. május 17. 18:30 | Egyesült Államok | 2–3 (0–0, 1–1, 1–2) | Finnország | Hartwall Arena, Helsinki Nézőszám: 12 426 |

| Jegyzőkönyv | Jegyzőkönyv  | Jegyzőkönyv                                    | Jegyzőkönyv   | Jegyzőkönyv                                                                                 |
| --- | ------------ | ---------------------------------------------- | ------------- | ------------------------------------------------------------------------------------------- |
| | Jimmy Howard | Kapusok                                        | Petri Vehanen | Játékvezetők: Vjacseszlav Bulanov Konsztantyin Olenyin Vonalbírók: Petr Blumel Jesse Wilmot |
| \| \| 0–1 \| 33:27 – J. Joensuu (A. Pihlstrom, L. Kukkonen) \| \| K. Palmieri (J. Petry, J. Crabb) – 33:48 \| 1–1 \| \| \| B. Ryan (J. Faulk, C. Smith) – 41:39 \| 2–1 \| \| \| \| 2–2 \| 53:02 – M. Koivu (J. Jokinen, V. Filppula) \| \| \| 2–3 \| 59:51 – J. Joensuu (P. Kontiola) \| |              |                                                |               | Játékvezetők: Vjacseszlav Bulanov Konsztantyin Olenyin Vonalbírók: Petr Blumel Jesse Wilmot |
| 2 perc | Büntetések   | 0 perc                                         |               | Játékvezetők: Vjacseszlav Bulanov Konsztantyin Olenyin Vonalbírók: Petr Blumel Jesse Wilmot |
| 26 | Lövések      | 31                                             |               | Játékvezetők: Vjacseszlav Bulanov Konsztantyin Olenyin Vonalbírók: Petr Blumel Jesse Wilmot |
| | 0–1          | 33:27 – J. Joensuu (A. Pihlstrom, L. Kukkonen) |               | Játékvezetők: Vjacseszlav Bulanov Konsztantyin Olenyin Vonalbírók: Petr Blumel Jesse Wilmot |
| K. Palmieri (J. Petry, J. Crabb) – 33:48 | 1–1          |                                                |               | Játékvezetők: Vjacseszlav Bulanov Konsztantyin Olenyin Vonalbírók: Petr Blumel Jesse Wilmot |
| B. Ryan (J. Faulk, C. Smith) – 41:39 | 2–1          |                                                |               | Játékvezetők: Vjacseszlav Bulanov Konsztantyin Olenyin Vonalbírók: Petr Blumel Jesse Wilmot |
| | 2–2          | 53:02 – M. Koivu (J. Jokinen, V. Filppula)     |               |                                                                                             |
| | 2–3          | 59:51 – J. Joensuu (P. Kontiola)               |               |                                                                                             |

| 2012. május 17. 20:15 | Svédország | 3–4 (1–2, 1–1, 1–1) | Csehország | Ericsson Globe, Stockholm Nézőszám: 10 397 |

| Jegyzőkönyv | Jegyzőkönyv  | Jegyzőkönyv                               | Jegyzőkönyv | Jegyzőkönyv                                                                                |
| --- | ------------ | ----------------------------------------- | ----------- | ------------------------------------------------------------------------------------------ |
| | Viktor Fasth | Kapusok                                   | Jakub Kovář | Játékvezetők: Jari Levonen Brent Reiber Vonalbírók: François Dussureault Jonathan Morisson |
| \| L. Eriksson (H. Zetterberg, J. Franzén) – 07:10 \| 1–0 \| \| \| \| 1–1 \| 11:50 – P. Nedvěd (J. Nakládal, O. Němec) \| \| \| 1–2 \| 16:56 – J. Novotný (M. Michálek) \| \| \| 1–3 \| 30:27 – M. Erat (D. Krejčí) (PP) \| \| H. Zetterberg – 39:15 \| 2–3 \| \| \| J. Ericsson (L. Eriksson, G. Landeskog) – 40:45 \| 3–3 \| \| \| \| 3–4 \| 59:31 – M. Michálek \| |              |                                           |             | Játékvezetők: Jari Levonen Brent Reiber Vonalbírók: François Dussureault Jonathan Morisson |
| 6 perc | Büntetések   | 2 perc                                    |             | Játékvezetők: Jari Levonen Brent Reiber Vonalbírók: François Dussureault Jonathan Morisson |
| 39 | Lövések      | 32                                        |             | Játékvezetők: Jari Levonen Brent Reiber Vonalbírók: François Dussureault Jonathan Morisson |
| L. Eriksson (H. Zetterberg, J. Franzén) – 07:10 | 1–0          |                                           |             | Játékvezetők: Jari Levonen Brent Reiber Vonalbírók: François Dussureault Jonathan Morisson |
| | 1–1          | 11:50 – P. Nedvěd (J. Nakládal, O. Němec) |             | Játékvezetők: Jari Levonen Brent Reiber Vonalbírók: François Dussureault Jonathan Morisson |
| | 1–2          | 16:56 – J. Novotný (M. Michálek)          |             | Játékvezetők: Jari Levonen Brent Reiber Vonalbírók: François Dussureault Jonathan Morisson |
| | 1–3          | 30:27 – M. Erat (D. Krejčí) (PP)          |             |                                                                                            |
| H. Zetterberg – 39:15 | 2–3          |                                           |             |                                                                                            |
| J. Ericsson (L. Eriksson, G. Landeskog) – 40:45 | 3–3          |                                           |             |                                                                                            |
| | 3–4          | 59:31 – M. Michálek                       |             |                                                                                            |

### Elődöntők
| 2012. május 19. 14:30 | Oroszország | 6–2 (2–1, 2–0, 2–1) | Finnország | Hartwall Arena, Helsinki Nézőszám: 13 239 |

| Jegyzőkönyv | Jegyzőkönyv     | Jegyzőkönyv                                  | Jegyzőkönyv   | Jegyzőkönyv                                                                                   |
| --- | --------------- | -------------------------------------------- | ------------- | --------------------------------------------------------------------------------------------- |
| | Semyon Varlamov | Kapusok                                      | Petri Vehanen | Játékvezetők: Antonín Jeřábek Brent Reiber Vonalbírók: François Dussureault Jonathan Morisson |
| \| \| 0–1 \| 07:28 – J. Niskala (P. Kontiola, J. Joensuu) \| \| J. Malkin (Ny. Nyikityin, A. Popov) – 15:33 \| 1–1 \| \| \| J. Malkin (N. Zsergyev, Sz. Sirokov) (PP) – 19:06 \| 2–1 \| \| \| A. Ovecskin (D. Gyenyiszov, A. Popov) – 29:47 \| 3–1 \| \| \| J. Malkin (I. Nyikulin) (PP) – 37:46 \| 4–1 \| \| \| Gy. Kokarev (Ny. Kuljomin) – 41:05 \| 5–1 \| \| \| Sz. Sirokov (J. Birjukov, Ny. Nyikityin) (PP) – 48:41 \| 6–1 \| \| \| \| 6–2 \| 56:04 – M. Granlund (J. Jarvinen, M. Koivu) \| |                 |                                              |               | Játékvezetők: Antonín Jeřábek Brent Reiber Vonalbírók: François Dussureault Jonathan Morisson |
| 4 perc | Büntetések      | 8 perc                                       |               | Játékvezetők: Antonín Jeřábek Brent Reiber Vonalbírók: François Dussureault Jonathan Morisson |
| 23 | Lövések         | 31                                           |               | Játékvezetők: Antonín Jeřábek Brent Reiber Vonalbírók: François Dussureault Jonathan Morisson |
| | 0–1             | 07:28 – J. Niskala (P. Kontiola, J. Joensuu) |               | Játékvezetők: Antonín Jeřábek Brent Reiber Vonalbírók: François Dussureault Jonathan Morisson |
| J. Malkin (Ny. Nyikityin, A. Popov) – 15:33 | 1–1             |                                              |               | Játékvezetők: Antonín Jeřábek Brent Reiber Vonalbírók: François Dussureault Jonathan Morisson |
| J. Malkin (N. Zsergyev, Sz. Sirokov) (PP) – 19:06 | 2–1             |                                              |               | Játékvezetők: Antonín Jeřábek Brent Reiber Vonalbírók: François Dussureault Jonathan Morisson |
| A. Ovecskin (D. Gyenyiszov, A. Popov) – 29:47 | 3–1             |                                              |               |                                                                                               |
| J. Malkin (I. Nyikulin) (PP) – 37:46 | 4–1             |                                              |               |                                                                                               |
| Gy. Kokarev (Ny. Kuljomin) – 41:05 | 5–1             |                                              |               |                                                                                               |
| Sz. Sirokov (J. Birjukov, Ny. Nyikityin) (PP) – 48:41 | 6–1             |                                              |               |                                                                                               |
| | 6–2             | 56:04 – M. Granlund (J. Jarvinen, M. Koivu)  |               |                                                                                               |

| 2012. május 19. 18:30 | Csehország | 1–3 (0–1, 1–0, 0–2) | Szlovákia | Hartwall Arena, Helsinki Nézőszám: 12 355 |

| Jegyzőkönyv | Jegyzőkönyv                | Jegyzőkönyv                              | Jegyzőkönyv | Jegyzőkönyv                                                                      |
| --- | -------------------------- | ---------------------------------------- | ----------- | -------------------------------------------------------------------------------- |
| | Jakub Kovář Jakub Štěpánek | Kapusok                                  | Ján Laco    | Játékvezetők: Lars Brüggemann Jari Levonen Vonalbírók: Sirko Schulz Jesse Wilmot |
| \| \| 0–1 \| 15:52 – M. Šatan (A. Sekera, I. Baranka) \| \| M. Frolík (T. Plekanec) – 30:45 \| 1–1 \| \| \| \| 1–2 \| 40:56 – M. Šatan (M. Handzuš) (SH) \| \| \| 1–3 \| 44:23 – L. Hudáček (T. Surový) \| |                            |                                          |             | Játékvezetők: Lars Brüggemann Jari Levonen Vonalbírók: Sirko Schulz Jesse Wilmot |
| 0 perc | Büntetések                 | 6 perc                                   |             | Játékvezetők: Lars Brüggemann Jari Levonen Vonalbírók: Sirko Schulz Jesse Wilmot |
| 37 | Lövések                    | 28                                       |             | Játékvezetők: Lars Brüggemann Jari Levonen Vonalbírók: Sirko Schulz Jesse Wilmot |
| | 0–1                        | 15:52 – M. Šatan (A. Sekera, I. Baranka) |             | Játékvezetők: Lars Brüggemann Jari Levonen Vonalbírók: Sirko Schulz Jesse Wilmot |
| M. Frolík (T. Plekanec) – 30:45 | 1–1                        |                                          |             | Játékvezetők: Lars Brüggemann Jari Levonen Vonalbírók: Sirko Schulz Jesse Wilmot |
| | 1–2                        | 40:56 – M. Šatan (M. Handzuš) (SH)       |             | Játékvezetők: Lars Brüggemann Jari Levonen Vonalbírók: Sirko Schulz Jesse Wilmot |
| | 1–3                        | 44:23 – L. Hudáček (T. Surový)           |             |                                                                                  |

### Bronzmérkőzés
| 2012. május 20. 16:00 | Finnország | 2–3 (1–3, 0–0, 1–0) | Csehország | Hartwall Arena, Helsinki Nézőszám: 12 879 |

| Jegyzőkönyv | Jegyzőkönyv   | Jegyzőkönyv                                     | Jegyzőkönyv    | Jegyzőkönyv                                                                                   |
| --- | ------------- | ----------------------------------------------- | -------------- | --------------------------------------------------------------------------------------------- |
| | Petri Vehanen | Kapusok                                         | Jakub Štěpánek | Játékvezetők: Vjacseszlav Bulanov Danny Kurmann Vonalbírók: Szergej Seljanyin Miroslav Valach |
| \| \| 0–1 \| 12:17 – P. Průcha (L. Krajíček, A. Hemsky) (PP) \| \| M. Pyorala (J. Immonen, J. Jarvinen) – 16:53 \| 1–1 \| \| \| \| 1–2 \| 17:22 – J. Novotný (L. Kašpar) \| \| \| 1–3 \| 19:07 – D. Krejčí (A. Hemsky) \| \| J. Jokinen (M. Mäenpää, M. Koivu) (PP) – 49:01 \| 2–3 \| \| |               |                                                 |                | Játékvezetők: Vjacseszlav Bulanov Danny Kurmann Vonalbírók: Szergej Seljanyin Miroslav Valach |
| 8 perc | Büntetések    | 12 perc                                         |                | Játékvezetők: Vjacseszlav Bulanov Danny Kurmann Vonalbírók: Szergej Seljanyin Miroslav Valach |
| 36 | Lövések       | 28                                              |                | Játékvezetők: Vjacseszlav Bulanov Danny Kurmann Vonalbírók: Szergej Seljanyin Miroslav Valach |
| | 0–1           | 12:17 – P. Průcha (L. Krajíček, A. Hemsky) (PP) |                | Játékvezetők: Vjacseszlav Bulanov Danny Kurmann Vonalbírók: Szergej Seljanyin Miroslav Valach |
| M. Pyorala (J. Immonen, J. Jarvinen) – 16:53 | 1–1           |                                                 |                | Játékvezetők: Vjacseszlav Bulanov Danny Kurmann Vonalbírók: Szergej Seljanyin Miroslav Valach |
| | 1–2           | 17:22 – J. Novotný (L. Kašpar)                  |                | Játékvezetők: Vjacseszlav Bulanov Danny Kurmann Vonalbírók: Szergej Seljanyin Miroslav Valach |
| | 1–3           | 19:07 – D. Krejčí (A. Hemsky)                   |                |                                                                                               |
| J. Jokinen (M. Mäenpää, M. Koivu) (PP) – 49:01 | 2–3           |                                                 |                |                                                                                               |

### Döntő
| 2012. május 20. 20:30 | Oroszország | 6–2 (1–1, 3–0, 2–1) | Szlovákia | Hartwall Arena, Helsinki Nézőszám: 13 242 |

| Jegyzőkönyv | Jegyzőkönyv     | Jegyzőkönyv                            | Jegyzőkönyv             | Jegyzőkönyv                                                                  |
| --- | --------------- | -------------------------------------- | ----------------------- | ---------------------------------------------------------------------------- |
| | Semyon Varlamov | Kapusok                                | Ján Laco Peter Hamerlík | Játékvezetők: Antonín Jeřábek Brent Reiber Vonalbírók: Roger Arm Petr Blumel |
| \| \| 0–1 \| 01:06 – Z. Chára (T. Surový) \| \| A. Szjomin (A. Ovecskin, P. Dacjuk) – 09:57 \| 1–1 \| \| \| A. Perezsogin (A. Popov) – 26:10 \| 2–1 \| \| \| A. Tyerescsenko (Sz. Sirokov, N. Zsergyev) – 33:31 \| 3–1 \| \| \| A. Szjomin (P. Dacjuk) – 35:22 \| 4–1 \| \| \| P. Dacjuk (A. Szjomin, A. Ovecskin) – 43:55 \| 5–1 \| \| \| \| 5–2 \| 49:37 – Z. Chára (T. Surový, M. Šatan) \| \| J. Malkin (I. Nyikulin, Ny. Nyikityin) – 58:02 \| 6–2 \| \| |                 |                                        |                         | Játékvezetők: Antonín Jeřábek Brent Reiber Vonalbírók: Roger Arm Petr Blumel |
| 2 perc | Büntetések      | 4 perc                                 |                         | Játékvezetők: Antonín Jeřábek Brent Reiber Vonalbírók: Roger Arm Petr Blumel |
| 42 | Lövések         | 31                                     |                         | Játékvezetők: Antonín Jeřábek Brent Reiber Vonalbírók: Roger Arm Petr Blumel |
| | 0–1             | 01:06 – Z. Chára (T. Surový)           |                         | Játékvezetők: Antonín Jeřábek Brent Reiber Vonalbírók: Roger Arm Petr Blumel |
| A. Szjomin (A. Ovecskin, P. Dacjuk) – 09:57 | 1–1             |                                        |                         | Játékvezetők: Antonín Jeřábek Brent Reiber Vonalbírók: Roger Arm Petr Blumel |
| A. Perezsogin (A. Popov) – 26:10 | 2–1             |                                        |                         | Játékvezetők: Antonín Jeřábek Brent Reiber Vonalbírók: Roger Arm Petr Blumel |
| A. Tyerescsenko (Sz. Sirokov, N. Zsergyev) – 33:31 | 3–1             |                                        |                         |                                                                              |
| A. Szjomin (P. Dacjuk) – 35:22 | 4–1             |                                        |                         |                                                                              |
| P. Dacjuk (A. Szjomin, A. Ovecskin) – 43:55 | 5–1             |                                        |                         |                                                                              |
| | 5–2             | 49:37 – Z. Chára (T. Surový, M. Šatan) |                         |                                                                              |
| J. Malkin (I. Nyikulin, Ny. Nyikityin) – 58:02 | 6–2             |                                        |                         |                                                                              |

| A 2012-es IIHF jégkorong-világbajnokság győztese |
| ------------------------------------------------ |
| · Oroszország · 26. cím                          |

## Végeredmény
| Hely | Csapat           |
| ---- | ---------------- |
|      | Oroszország      |
|      | Szlovákia        |
|      | Csehország       |
| 4.   | Finnország       |
| 5.   | Kanada           |
| 6.   | Svédország       |
| 7.   | Egyesült Államok |
| 8.   | Norvégia         |
| 9.   | Franciaország    |
| 10.  | Lettország       |
| 11.  | Svájc            |
| 12.  | Németország      |
| 13.  | Dánia            |
| 14.  | Fehéroroszország |
| 15.  | Olaszország      |
| 16.  | Kazahsztán       |